# Literatura de Italia

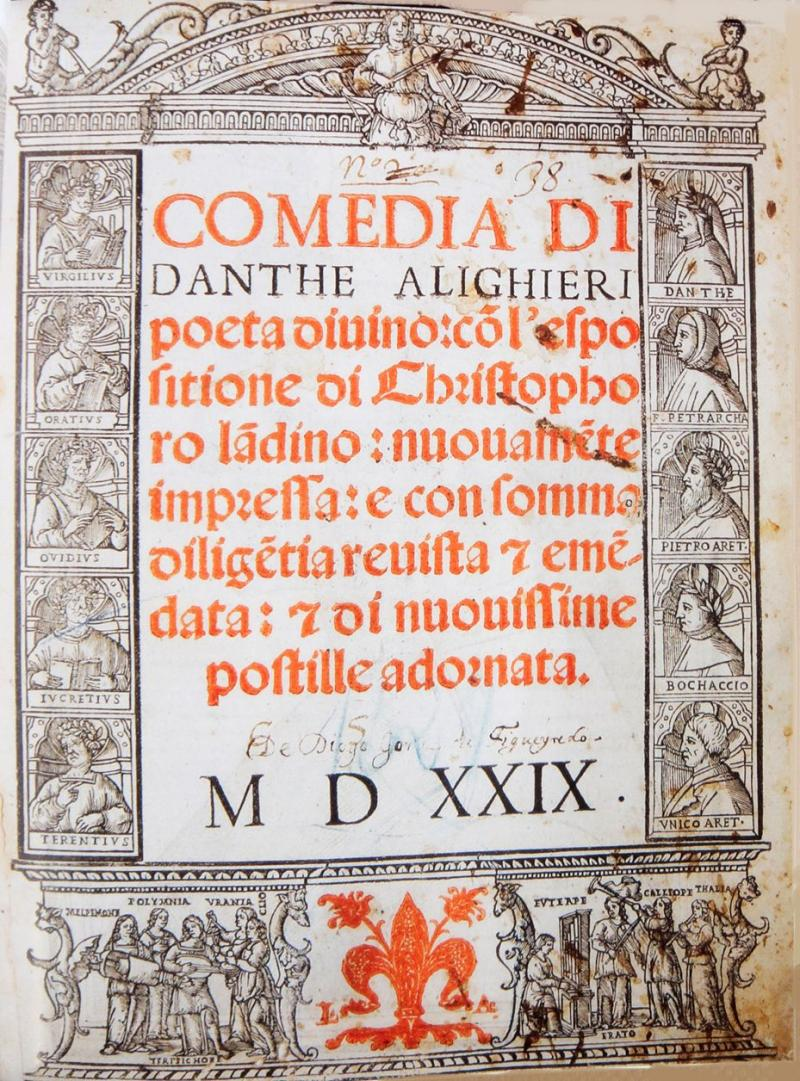
Edición de 1529 de la Divina comedia.

La literatura italiana es la producción literaria que se ha desarrollado en idioma italiano, en latín (latín medieval, humanístico y renacentista), en siciliano (cuya escuela poética tuvo una notable influencia en el desarrollo del toscano escrito medieval), en toscano (que, con su variedad florentina medieval, dio a su vez origen al italiano), y, en menor medida, en otros idiomas y dialectos autóctonos.
Después del florecimiento, en el siglo XIII, de la Escuela poética siciliana y del Dolce Stil Novo toscano, el italiano llegó a su primera madurez gracias a las grandes creaciones literarias de los escritores del siglo XIV (Dante Alighieri, Francesco Petrarca y Giovanni Boccaccio), comenzando a difundirse por toda Italia y el resto de Europa. En el siglo XV y sobre todo en el XVI, con la internacionalización del Renacimiento, la literatura y el idioma italianos se propagaron más rápidamente todavía que en el período anterior en todo el mundo occidental. En aquella época el idioma italiano (denominación que había terminado por prevalecer, durante el siglo XVI, sobre cualquier otra) había dejado de identificarse plenamente con el vulgar florentino y, gracias al alto nivel de su literatura, se había ido imponiendo como una de las grandes lenguas de cultura en la Europa del tiempo.
En la segunda mitad del siglo XVI, el italiano, que en su país de origen ya dominaba en el campo literario, se convirtió también en el idioma de la enseñanza y de la comunicación escrita. Antes de que Italia se constituyera en Estado nacional, el italiano era ya el único idioma administrativo y de cultura con difusión nacional y monopolizaba la comunicación pública y literaria, a pesar de seguir teniendo un carácter elitista, puesto que solo una pequeña minoría de italianos lo hablaba, es decir, solo la parte instruida de la población. En 1861, con la proclamación del Reino de Italia y la constitución de un mercado cultural único, no solo la literatura en italiano, idioma oficial del nuevo Estado, sino también las literaturas en algunas lenguas y dialectos autóctonos con tradición literaria recibieron un notable impulso, cuyos efectos beneficiosos se han prolongado hasta nuestros días.

## Origen de la literatura italiana

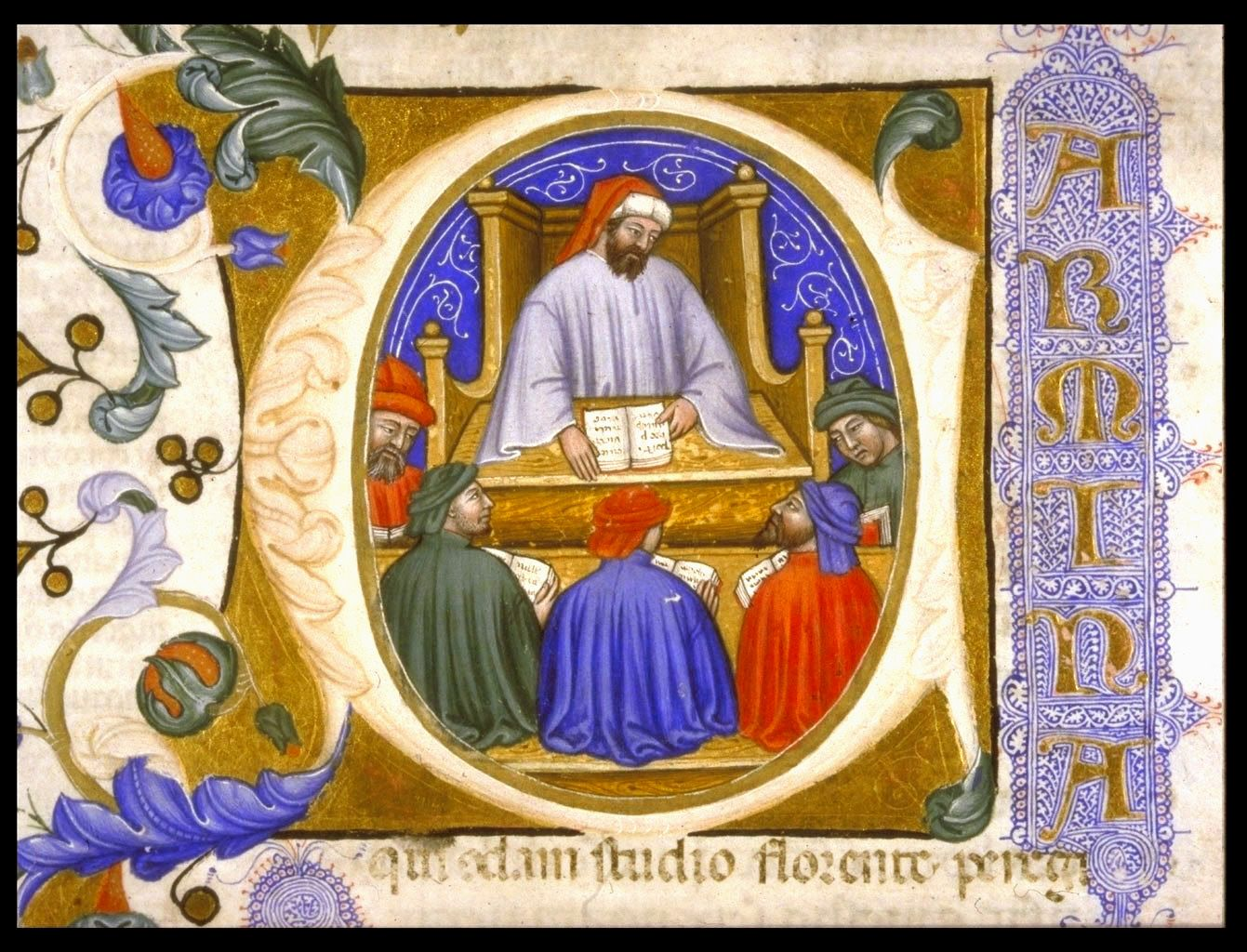
Una imagen de Boecio enseñando a sus alumnos (1385). Boecio, filósofo cristiano del colaboró en mantener viva la tradición clásica en la Italia post-romana.

Conforme el Imperio romano de Occidente desaparecía, el latín tradicional se mantuvo vivo gracias a escritores como Casiodoro, Boecio y Símaco. Las artes liberales florecieron en Rávena bajo Teodorico el Grande, donde los reyes godos se rodearían con maestros de retórica y gramáticos. Algunas escuelas se asentaron en Italia, así como notables autores como Enodio de Pavía (un poeta pagano), Arator, Venancio Fortunato, Felix el Gramático, Pedro de Pisa o Paulino de Aquilea.
Mientras los italianos que estaban interesados en teología gravitaban hacia Francia, aquellos que permanecieron estaban atraídos normalmente por el estudio del Derecho Romano. Esto promovió la posterior creación de universidades medievales como las de Bolonia, Padua, Vicenza, Nápoles, Salerno, Módena y Parma, las cuales a su vez colaboraron en la expansión de la cultura y prepararon el camino por el cual se iba a desarrollar la nueva literatura vernácula. La tradición clásica no llegó a desaparecer, y el cariño del recuerdo de Roma, la preocupación por la política y la preferencia de la práctica sobre la teoría se combinaron para influir en el desarrollo de la literatura italiana.
Al contrario que otros países, Italia no tenía antiguas leyendas, ni poemas épicos o sátiras sobre las que fundamentar una literatura propia; por ello, los primeros temas de su literatura procedieron del extranjero. La Historia de excidio Trojae, atribuida a Dares Frigio, pasaba por ser un relato presencial de la guerra de Troya. Fue la inspiración de poetas de otros países como Benoît de Sainte-Maure para su Roman de Troie, Herbort von Fritzlar y Konrad von Würzburg. Mientras el primero escribió en francés a partir de la historia en latín, Herbort y Konrad utilizaron la fuente francesa para realizar un trabajo casi original en su propio lenguaje. Guido delle Colonne de Mesina, uno de los poetas vernáculos de la escuela siciliana, compuso por su parte la Historia destructionis Trojae. Aunque Guido imitaba a los poetas provenzales y entendía el francés, escribió su libro en latín, convirtiendo así el romance de los trovadores en la temática de una historia seria.
Algo parecido ocurrió con otras grandes leyendas. Qualichino de Arezzo escribió algunas coplas sobre la leyenda de Alejandro Magno. En Europa abundaban las leyendas sobre el rey Arturo, pero los italianos se contentaron con traducir y resumir los romances franceses. Santiago de Vorágine, autor de La leyenda dorada (1260) , ha permanecido casi como historiador, a causa de su continuo dudar de la certeza de las historias que contaba. La sociedad intelectual italiana se muestra en esta época con un talante especial, positivo, casi científico en la forma en que estudia el derecho romano. Farfa, Marsiciano y otros escolásticos tradujeron las obras de Aristóteles, los preceptos de la escuela de Salerno y los viajes de Marco Polo, haciendo así de puente o unión entre el clasicismo y el Renacimiento.
El latín no desapareció en Italia. El uso de la lengua vernácula en la literatura italiana fue inicialmente escaso, y estuvo precedido por dos periodos de literatura italiana en lenguajes extranjeros, sobre todo franceses. Hubo muchos italianos que escribieron en provenzal, como el marqués Alberto Malaspina (siglo XII), el maestro Ferrari Ferrara, Cigala de Génova, Zorzi de Venecia, Sordello, Buvarello de Bolonia, Nicoletto de Turín y otros. Sus poemas sobre el amor y la muerte acostumbraron a la gente y a los cortesanos a escuchar nuevos sonidos y nuevas armonías.
Al mismo tiempo, la poesía épica se escribía en un lenguaje mezclado, un dialecto italiano basado en el francés: las palabras híbridas presentaban un tratamiento de los sonidos de acuerdo a las reglas en ambos lenguajes, con raíz francesa y finales italianos, pronunciándose de acuerdo a las reglas latinas. En resumen, el lenguaje de la poesía épica pertenecía a ambas lenguas. Ejemplos de esto pueden ser los cantares de gesta Macaire y La llegada a España de Niccola de Padua y el Prise de Pampelune, todos ellos precedentes de la aparición de una literatura verdaderamente italiana.
El francés dio paso gradualmente al italiano nativo. La hibridación resurgía a veces, pero no volvió ya a predominar. En el Bovo d'Antona y el Reinaldo e Lesengrino, el dialecto veneciano se deja sentir claramente, aunque el lenguaje aparezca influenciado por las formas francesas. Estos escritos, que Graziadio Isaia Ascoli ha denominado mixtos (miste), fueron los precedentes inmediatos de la aparición de obras puramente italianas.
Hay evidencias de que algún tipo de literatura ya existía antes del siglo XIII: el Ritmo cassinese, Ritmo di Sant'Alesio, las Laudes creaturarum, el Ritmo Lucchese, el Ritmo laurenziano y el Ritmo bellunese están clasificados por Cesare Segre et al. como "Obras Arcaicas": «así se denominan las primeras obras literarias en italiano vernáculo, estando fechadas entre las últimas décadas del siglo XII y las primeras del XIII» (Segre:1997). Sin embargo, como él mismo apunta, dicha literatura no presenta aún ningún tratamiento estilístico o lingüístico uniforme.
Este desarrollo temprano, sin embargo, fue simultáneo en toda la península, variando solamente la temática elegida. En el norte, los poemas de Joaquín de Verona y Bonvicino da Riva eran de tipo religioso y estaban pensados para ser leídos en público. Estaban escritos en dialecto milanés y veneciano, y su estilo mostraba la influencia de la poesía narrativa francesa. Deben considerarse como pertenecientes a la "poesía popular", tomando este término en un sentido muy amplio. Este tipo de composición puede haber estado animada por la antigua costumbre en el norte de Italia de escuchar en plazas y caminos las canciones de los juglares. La gente disfrutaba de las historias de los romances, de la maldad de Macario y de las desdichas de Blanziflor, los horrores de la Babilonia Infernal y la santidad de la Jerusalem Celeste, compitiendo así los cantos de poesía religiosa con los cantares de gesta.

### La escuela siciliana

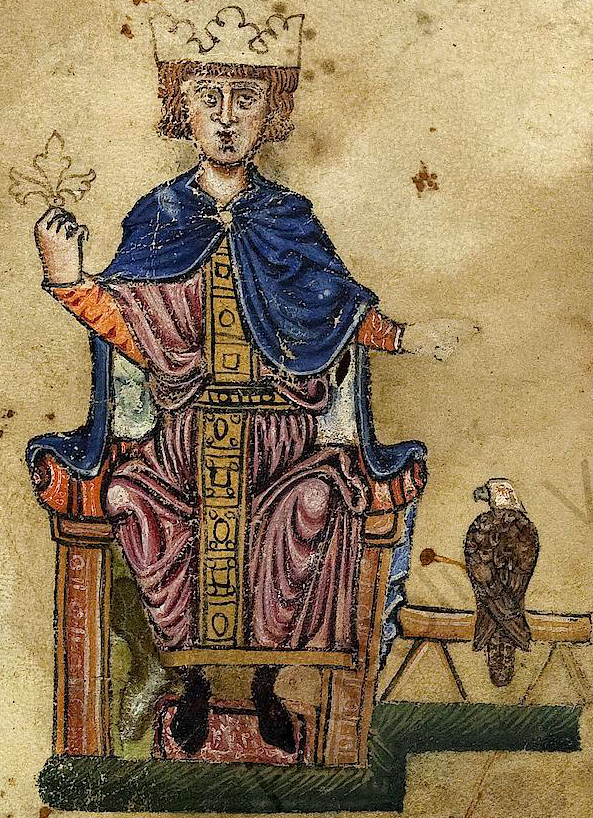
Federico II Hohenstaufen con su Halcón de Cetrería. De su libro De arte venandi cum avibus (Sobre el arte de cazar con aves) (fines del).

El año 1230 marca el comienzo de la "Escuela Siciliana" y el inicio de una literatura que muestra ya rasgos más uniformes. Su importancia radica más en el lenguaje (la creación del primer italiano estándar) que en su temática: una canción de amor que imita en parte a la poesía provenzal, importada en el sur de Italia por los normandos y suevos de la corte del rey de Sicilia Federico II Hohenstaufen (1198-1250). Esta poesía se diferencia de su equivalente francés en el tratamiento que se le da a la mujer, más platónico que erótico, característica esta que será desarrollada posteriormente por el dolce stil nuovo a finales del s. XIII en Bolonia y Florencia. El acostumbrado repertorio de temas caballerescos ajenos se adapta a la fonética local, creándose así nuevos vocablos en italiano. Los sufijos franceses en -ière y -ce generan cientos de nuevas palabras italianas terminadas en -iera y -za (por ejemplo riv-iera y costan-za), términos que serían adoptados por Dante y sus contemporáneos, y se mantendrían después en las futuras generaciones de escritores en italiano.
A la escuela siciliana pertenecen Pier della Vigna (de Capua, citado por Dante en el canto XIII del Infierno), Inghilfredi, Guido y Odo delle Colonne, Jacopo d'Aquino, Ruggieri Pugliese, Giacomo da Lentini, Arrigo Testa y Stefano Protonotaro (de Mesina, y al cual se debe la única composición conservada en la lengua original siciliana). 
Federico el mismo fue el autor de un tratado sobre la cetrería De arte venandi cum avibus, que es también un libro simbólico y filosófico, así como algunos poemas.
La composición más famosa es No m'aggio posto in core de Giacomo da Lentini, autor que se considera el líder de este movimiento literario y su fundador, tal como lo recoge Dante en el canto XXIV del Purgatorio. También hay composiciones escritas por el mismo Federico II o sus hijos Enzo y Manfredo, pues los tres cultivaron también la poesía. Se considera a Giacomo da Lentini el inventor del soneto, estrofa poética que posteriormente sería perfeccionada por Dante y Petrarca. La censura impuesta por Federico II implicaba que ningún tema político podía entrar en el debate literario. A este respecto, la poesía en el norte de Italia, el cual se encontraba dividido en comunidades o ciudades-estado con gobiernos relativamente democráticos, aportó nuevas ideas que aparecen reflejadas en el género Sirventese, y más tarde en la Divina Comedia de Dante, cuyas líneas están repletas de invectivas contra los políticos y papas contemporáneos.
Aunque la canción de amor convencional siguiendo el modelo del amor cortés predominó en la corte de Federico II (y más tarde también en la corte de su hijo Manfredo), un tipo de poesía más cercano a lo popular aparece en el contrasto Rosa fresca aulentissima, obra atribuida a Cielo d'Alcamo. Este contrasto (o sea, discusión) entre dos amantes en lengua siciliana pertenece sin duda al tiempo del emperador Federico II (no es posterior a 1250), y no es ni la obra más antigua ni la única composición poética del sur de Italia de temática popular, pero es importante pues corrobora que existía también una poesía popular independiente de la poesía literaria. El Contrasto es probablemente una reconstrucción académica de una perdida rima popular y es lo más cercano que podemos encontrar a ese tipo de poesía, la cual o bien pereció o bien fue suavizada por la literatura siciliana de la corte. Su característica más distinguida es poseer las cualidades opuestas a las de los poetas de la Escuela Siciliana, y si bien en su estilo se aprecian influencias de la poesía cortesana, probablemente sea por una intención satírica por parte del poeta anónimo. Es muy vigorosa en la expresión de los sentimientos, y los temas que desarrolla son a menudo osados y groseros, lo que demuestra su origen popular. Todo lo que se puede leer en el Contrasto es ciertamente original.
Los poemas de la Escuela Siciliana, por lo tanto, podemos considerar que se escribieron en lo que sería el primer italiano estándar conocido. Este lenguaje, elaborado por los poetas de la corte de Federico II, combina muchos rasgos típicos del siciliano y, en menor medida pero significativamente, dialectos de Apulia y otras zonas del sur, con muchas palabras del latín y del francés. Los diversos estilos de Dante (illustre, cardinale, aulico, curiale) se desarrollaron gracias a sus estudios lingüísticos sobre la Escuela Siciliana, la cual habría sido refundada por Guittone d'Arezzo en Toscana. La grafía cambió ligeramente en esta nueva ubicación, porque los escribanos toscanos percibieron el sistema de cinco vocales usado en el sur como un sistema de siete vocales. A consecuencia de esto, los textos que los estudiantes italianos leen en sus antologías contienen líneas que no riman entre sí (a veces la -i siciliana pasa a -e y la -u a -o) lo que es causa también de la escasa popularidad que tuvieron estos escritos en el s. XIX y principios del XX. El final de la Escuela Siciliana puede fecharse en 1266, cuando el hijo de Federico II, Manfredo, murió en la batalla de Benevento.

### La literatura religiosa delsigloXIII

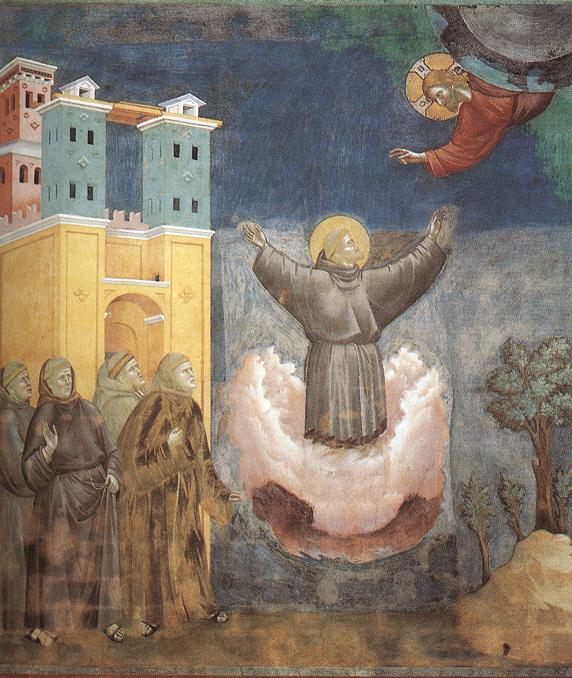
Giotto de Bondone (1267-1337): Éxtasis de San Francisco.

En el s. XIII se produjo en Italia un resurgir de la religiosidad, con la creación de las órdenes religiosas de los Dominicos y los Franciscanos. Francisco de Asís, místico, reformador de la Iglesia católica y fundador de los franciscanos, también fue poeta, pero aunque de culta educación su poesía no llegaba a tener la calidad de la que se desarrollaba por entonces en la corte. De acuerdo con una leyenda, habría sido él quien dictó el himno Cantico del Sole el decimoctavo año de su penitencia, en mitad de un rapto de éxtasis, aunque hay dudas de la autenticidad de este hecho. Fue la primera gran obra poética de la Italia septentrional, escrita en una serie de versos caracterizados por la asonancia, una figura poética más habitual en el norte de Europa. Hay otros poemas previamente atribuidos a Francisco de Asís, aunque ahora generalmente se duda de su autenticidad.
Jacopone da Todi es el poeta que mejor representa este sentimiento religioso, el cual había progresado especialmente en su región, Umbría. Aunque Jacopone estaba poseído por el misticismo de Francisco de Asís, también compuso sátiras que se mofaban de la corrupción y la hipocresía de la Iglesia personificada por el papa Bonifacio VIII, perseguidor de Dante y Jacopone. Tras la muerte de su mujer en el derrumbe de una tribuna durante un torneo público, Jacopone se cubrió de harapos y se unió a la orden franciscana, sin importarle las risas de las gentes que le seguían burlándose y dándole el nombre con el que se le ha conocido desde entonces: ¡Iacopone, Iacopone! Vistió harapos durante años, sometiéndose a grandes penitencias, y dando rienda suelta a su vena mística en sus poemas. Jacopone fue un místico que desde su celda de ermitaño contemplaba el mundo y especialmente al papa, fustigando con sus palabras a los papas Celestino V y Bonifacio VIII, el cual acabó enviándole a prisión. Su obra más conocida, el Stabat Mater, ha sido ampliamente usada como base para composiciones musicales religiosas.
Al movimiento religioso en Umbría le siguió un fenómeno literario, el drama religioso. En 1258 el ermitaño Raniero Fasani dejó la caverna en la que había vivido durante muchos años y se presentó de improviso en Perugia. Fasani se presentó a sí mismo como un enviado de Dios que debía revelar sus visiones y anunciar al mundo terribles presagios. En una época turbulenta de enfrentamientos políticos entre güelfos y gibelinos, interdictos y excomuniones papales y represalias del partido imperial, los pronunciamientos de Fasani estimularon la formación de la Compañía de Disciplinantes, los cuales, como penitencia, se azotaban a sí mismos hasta cubrirse de sangre, mientras cantaban loas (laudi) de forma dialogada entre ellos. Estos laudi, directamente relacionados con la liturgia, pueden considerarse un primer ejemplo de representación teatral en lengua vernácula. Estaban escritos en dialecto de Umbría, en versos de ocho sílabas y, de acuerdo con la Enciclopedia Británica, "sin ningún valor artístico". Su desarrollo, sin embargo, fue muy rápido. Hacia el final del siglo XIII aparecieron las Devociones de Jueves y Viernes Santo, que mezclaban la liturgia con el teatro, y que más tarde evolucionarían a la forma definitiva del teatro religioso de los siglos siguientes.

### La literatura toscana en elsigloXIII
En el s. XIII Toscana estaba en una situación excepcional. El dialecto toscano que por entonces se hablaba se asemejaba mucho al latín, y de hecho este dialecto se convertiría posteriormente en el lenguaje casi exclusivo de la literatura italiana, pues ya a finales de ese siglo se le consideraba superior al resto de los dialectos: Lingua Tusca magis apta est ad literam sive literaturam (La lengua toscana es la mejor para la carta o la literatura), escribió Antonio da Tempo, autor de Padua nacido alrededor de 1275. Habiendo estado durante largo tiempo ajena a la invasión alemana, la Toscana nunca sufrió un sistema feudal, por lo que las luchas internas no debilitaron su vida cultural. Después de la caída de los Hohenstaufen en la batalla de Benevento en 1266, se convirtió en la primera provincia de Italia. Desde ese mismo año Florencia comenzó un movimiento de reforma política que en 1282 culminó en el establecimiento del Priorato de las Artes, y el establecimiento de las Artes Menores. Esto fue posteriormente copiado por Siena (con la Magistratura de los Nueve), por Lucca, por Pistoia y otras ciudades güelfas de la Toscana con similares instituciones populares. Los gremios tomaron el control del gobierno en sus manos, dando lugar a una época de prosperidad social y política.
En Toscana también hubo una poesía amorosa, una escuela de imitadores del estilo siciliano encabezada por Dante da Majano, pero su originalidad literaria se basó sobre todo en la poesía de carácter humorístico y satírico. La forma de gobierno democrática creó un estilo poético que se contrapuso a la mística medieval y al estilo caballeresco. Las invocaciones devotas a Dios o a una dama salían del claustro o del castillo, pero en las calles de las ciudades estos temas se trataban ridiculizándolos o con hiriente sarcasmo. Folgore de San Gimignano se ríe y hace reír cuando con sus sonetos cuenta a un grupo de jóvenes sieneses las ocupaciones de cada día del año, o cuando enseña a un grupo de damas florentinas los placeres de cada día de la semana. A su vez, el juglar aretino Cene della Chitarra, que escribió canciones inspiradas en la vida rústica, se expresa sarcásticamente cuando parodia los sonetos de Folgore. Los 58 sonetos de Rustico de Filippo son también mitad entretenimiento y mitad sátira, así como la obra de Cecco Angioleri de Siena, el humorista más antiguo que se conoce, lejano precursor de Rabelais y Montaigne.

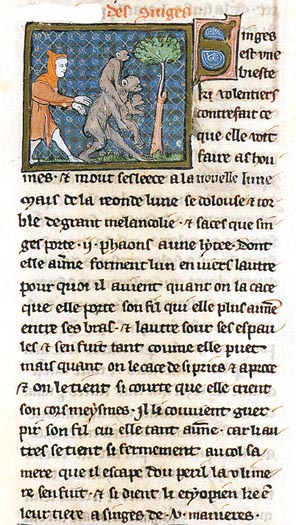
Página del Tesoro de Brunetto Latini.

Pero no era solo ésta la única poesía que se hacía en Toscana. Guittone d'Arezzo aunó las formas caballerescas provenzales a los motivos nacionales y las formas latinas. Practicó también la poesía política, y, aunque su obra es a menudo oscura, preparó el camino para la Escuela Boloñesa. Bolonia era la ciudad de la ciencia, y en ella iba a aparecer la poesía filosófica. Guido Guinicelli fue el poeta que siguió este nuevo estilo. En sus obras las temáticas caballerescas se modifican y engrandecen; él cantaba al amor y a la nobleza de pensamiento. Nada del pensamiento que rige las Canzoni de Guinizelli es externo a su propia subjetividad. Su poesía tiene algunos de los fallos de la escuela de Arezzo, pero a pesar de ello, representa un gran avance en la historia del italiano, especialmente por su cercanía con la lírica poética de Dante.
En el s. XIII se escribieron también varios grandes poemas alegóricos. Uno de ellos lo escribió Brunetto Latini, un amigo íntimo de Dante. Su Tesoretto es un poema corto, escrito en versos de siete sílabas rimado en pareados, en el cual el autor dice hallarse perdido en la selva y allí encontrarse con una mujer, que representa la Naturaleza, y de la cual recibe muchas enseñanzas. Aparecen aquí, por lo tanto, una visión, una alegoría y una enseñanza moral, tres elementos que se encontrarán también en la Divina Comedia. Francesco de Barberino, abogado experimentado, secretario de obispos, juez y notario, escribió otros dos pequeños poemas alegóricos, el Documenti d'amore (Documentos de amor) y Del reggimiento e dei costumi delle donne (Del comportamiento y las costumbres de las mujeres). Estos poemas hoy en día no se estudian por su importancia literaria, sino por su contexto histórico. Una cuarta obra de tema alegórico es la Intelligenza, que es atribuida a Compagni pero que probablemente no sea sino una traducción de poemas franceses.

### Primeros escritos italianos en prosa
La prosa italiana escrita en el siglo XIII es tan abundante y variada como su poesía. Los primeros ejemplos datan de 1231, y consisten en pequeños avisos sobre entradas y gastos, escritos por Mattasala di Spinello dei Lambertini, de Siena. Por aquel entonces todavía no había rastro de prosa literaria en italiano, aunque sí lo había en francés. A mediados de siglo, un tal Aldobrando o Aldobrandino, originario de Florencia o Siena, escribió un libro sobre Beatriz de Saboya, condesa de la Provenza, llamado “Le Régime du corps”. En 1267 Martino da Canale escribió una historia de Venecia en el mismo “francés antiguo” (lengua de oïl). Rustichello de Pisa, que perteneció durante mucho tiempo a la corte de Eduardo I de Inglaterra, compuso muchos romances caballerescos basados en el ciclo artúrico, así como el conocido “Viajes de Marco Polo”, obra que habría estado dictada en persona por el famoso viajero. Y finalmente, Brunetto Latini, que habría escrito su “Tesoro” en francés. Latini también escribió algunas obras en prosa italiana como “La retórica”, una adaptación del “De inventione” de Cicerón, así como la traducción de tres loas funerarias de este mismo autor:”A Ligario”, “A Marcelo” y “Al rey Deiotaro”. Otro importante escritor florentino fue el juez Bono Giamboni, el cual tradujo la “Historiae adversus paganus” de Orosio, el “Epitoma rei militaris” de Vegetio, hizo una traducción/adaptación del “De inventione” de Cicerón mezclada con la “Retórica a Erenio”, y una traducción/adaptación del “De miseria humane conditionis” de Inocencio III. También escribió un libro alegórico llamado “Libro de los Vicios y las Virtudes”, del cual se conserva una de sus primeras versiones (Trattato delle virtù e dei vizi).
Tras las composiciones originales en la lengua de Oïl llegaron traducciones y adaptaciones de obras en esa misma lengua: algunas narraciones moralizantes basadas en leyendas religiosas, un romance sobre Julio César, algunos relatos cortos sobre antiguos caballeros de la tabla redonda, traducciones de los “Viajes” de Marco Polo y del “Tesoro” de Latini. Al mismo tiempo aparecieron traducciones de obras morales y ascéticas en latín, historias y tratados de retórica y oratoria. Algunas de las obras que tradicionalmente se consideraban las más antiguas en lengua italiana se ha demostrado que son falsificaciones de una época posterior. La prosa más antigua escrita es un libro científico: “La composición del mundo” de Ristoro d’Arezzo, escrito a mediados del siglo XIII. Este libro es un copioso tratado de astronomía y geografía. Ristoro fue un cuidadoso observador de los fenómenos naturales; muchas de las cosas que describe son el resultado de sus investigaciones personales, y por ello sus obras son más fiables que otras de la misma época sobre esos mismos temas.
El siglo XIII fue una época rica en cuentos y fábulas. Una colección llamada “Cien relatos antiguos” contiene historias pergeñadas a partir de muchas fuentes, tradiciones asiáticas, griegas y troyanas, historias medievales y antiguas, leyendas de la Bretaña, Provenza e Italia, la Biblia, tradiciones locales italianas e historias de animales y antiguas mitologías. Este libro tiene un cierto parecido con la colección española llamada “El Conde Lucanor” del infante Don Juan Manuel. La peculiaridad del libro italiano es que sus historias son muy cortas, y parecen ser simples esbozos o guías que debían ser completadas por el orador conforme las fuera narrando. Otros relatos en prosa fueron incluidos por Francesco Barberino en su obra “Del comportamiento y las costumbres de las mujeres”, pero estos tienen mucha menor importancia.
En general los escritos italiano en prosa del siglo XIII tienen poca originalidad, y son un pálido reflejo de la mucho más rica y legendaria literatura francesa. Merecen resaltarse las “Cartas” de Fra Guittone d’Arezzo, que también escribió poesía, y que tienen una temática moral y religiosa. El cariño de Guittone por la antigüedad y las tradiciones de la Roma clásica y su lengua era tan grande que intentó escribir en italiano pero con el estilo latino. Las cartas son oscuras, enredadas y en general bárbaras. Guittone tomó como modelo a seguir las obras de Séneca, por lo que su prosa resulta ciertamente rimbombante. Aunque Guittone veía su estilo como muy artístico, se suele considerar su obra como extravagante y grotesca.
El año 1282 comienza un nuevo periodo en la literatura italiana, surgido a partir de los presupuestos literarios de la literatura toscana previa. Con la escuela de Lapo Gianni, Guido Cavalcanti, Cino da Pistoia y Dante Alighieri, la poesía lírica se hace exclusivamente toscana. La verdadera novedad y el poder poético de esta escuela, por algunos considerada como el origen del arte italiano, consistiría en que, según el mismo Dante (Purgatorio, canto XXIV):

Io mi son un che quando / Yo soy tal que cuando

Amore spira, noto; ed a quel modo / el amor me inspira, lo anoto; y conforme

Ch'ei detta dentro, vo significando / él me dicta dentro, lo voy significando

Es decir, el poder de expresar los sentimientos del alma según el amor los va inspirando, de manera apropiada y grácil, ajustando el fondo a la forma y fusionándolos mediante el arte. Es clara la preeminencia de la escuela lírica toscana en esta fusión artística, por la acción espontánea pero deliberada de la mente.
La obra de Cavalcanti refleja claramente a su autor, y de este reflejo deriva su concepción poética. Sus poemas pueden ser divididos en dos grupos: aquellos que retratan al filósofo (il sottilissimo dialettico, como le llamó Lorenzo el Magnífico) y aquellos que son producto de su naturaleza poética imbuida con misticismo y metafísica. Al primer grupo pertenece el famoso poema Sulla natura d'amore, que en realidad es un tratado metafísico sobre el amor, del cual tomaron buena nota renombrados filósofos platónicos del s. XV como Marsilio Ficino. En otros poemas, Cavalcanti tiende a una imaginería poética sofocante bajo una gran carga de filosofía. Por otra parte, en sus Ballate, se muestra a sí mismo ingenuamente y sin afectación, pero con una invariable y profunda consciencia de su arte. Se considera su mejor obra la balada que compuso cuando fue expulsado de Florencia por su pertenencia al partido güelfo Blanco en 1300, refugiándose en Sarzana (Liguria).
Otro autor que cultiva la forma poética de esta nueva escuela es Cino da Pistoia, de la familia de los Sinibuldi.Sus poemas de amor son dulces, maduros y musicales, superados únicamente por Dante.

### Eldolce stil novo
Con la expresión toscana Dolce stil novo (Dulce estilo nuevo) Francesco de Sanctis denominó en el siglo XIX a un grupo de poetas italianos de la segunda mitad del siglo XIII, integrado por Guido Guinizzelli, Guido Cavalcanti, Dante Alighieri, Lapo Gianni, Cino da Pistoia, Gianni Alfani y Dino Frescobaldi. La expresión proviene de la Comedia de Dante, concretamente del episodio del Purgatorio, XXIV, v. 57, ("Qual dolce stil nuovo").

### Dante y la Comedia

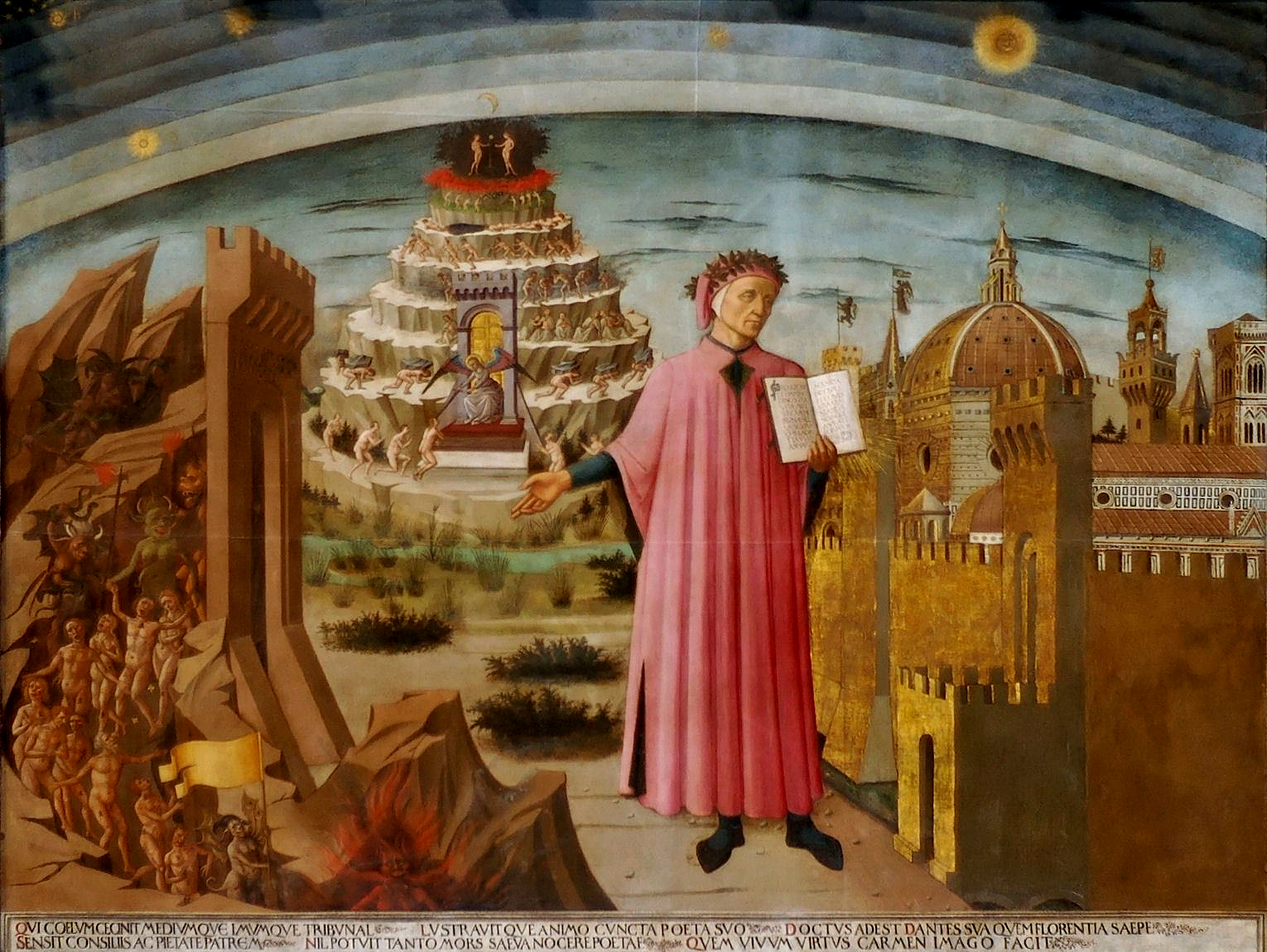
Fresco de Domenico di Michelino (1465), de la cúpula de la iglesia de Santa María del Fiore, en Florencia.

Dante está considerado el más grande poeta italiano de la Historia, y en él aparecen reflejadas las mismas tendencias poéticas del resto de escritores del dolce stil nuovo. En su libro Vita Nova (escrito hacia 1294-1295) aparece ya reflejada su idea del amor.
La obra que hizo inmortal a Dante y lo elevó sobre todos los demás genios italianos fue la Comedia, en la cual se relatan los viajes del poeta por las tres esferas de la muerte: el Infierno, el Purgatorio y el Paraíso, viajes en los cuales el poeta latino Virgilio y Beatriz lo acompañan. Bajo el significado literal se esconde una alegoría: Dante, en su viaje a través del Infierno, Purgatorio y Paraíso, simboliza la mente humana en busca de la felicidad, tanto la terrena como la eterna. El bosque en el que el poeta se pierde simboliza la confusión tanto civil como religiosa, que se produce cuando la sociedad se encuentra privada de sus dos guías, el emperador y el papa. La montaña iluminada por el sol representa la monarquía universal. Las tres bestias son los tres vicios y los tres poderes que más obstaculizan las intenciones de Dante: la envidia es Florencia, superficial, voluble y dividida entre Blancos y Negros; el orgullo es la casa de Francia; la avaricia es la corte papal. Virgilio, al contrario, representa a la razón y al imperio. Beatriz es el símbolo de la ayuda sobrenatural sin la cual el hombre no puede obtener su fin supremo, que es Dios.
El mérito del poema no radica en este significado alegórico, propio de la literatura medieval. Lo que es realmente novedoso es la destreza individual del poeta, el arte clásico transmitido por primera vez en forma romance. Si bien describe la naturaleza, analiza las pasiones, maldice los vicios y canta a las virtudes, lo más notable es la grandeza y delicadeza de su arte. Dante toma los materiales para su poema de la teología, la filosofía, la historia y la mitología, pero sobre todo de sus propias pasiones, de amor y del odio. Gracias a la pluma del poeta, los muertos vuelven a la vida, se hacen de nuevo hombres y hablan en la lengua de su tiempo de las pasiones que vivieron. Farinata degli Uberti, Bonifacio VIII, el conde Ugolino, Manfredo, Sordello, Hugo Capeto, santo Tomás de Aquino, Cacciaguida, san Benito y san Pedro, aparecen todos como creación objetiva; se nos aparecen con toda la viveza de sus caracteres, sus sentimientos y sus hábitos.
El verdadero crítico del pecado y ensalzador de la virtud es el mismo Dante. El interés personal con el que se empeña en la representación histórica de los tres mundos es lo que más nos interesa y lo que más nos incita. Dante reescribe la Historia bajo sus propias pasiones, y así, la Divina Comedia no es solo una representación de las ideas y sentimientos contemporáneos, sino también un reflejo claro y espontáneo de los pensamientos individuales del poeta, desde la indignación que le produjo su exilio hasta la fe del creyente y el ardor del filósofo. La Divina Comedia definió el destino de la literatura italiana, dando lustre artístico a todas las formas literarias que la Edad Media había producido. Dante, para algunos académicos, es el comienzo del Renacimiento.

### La poesía del amor: Petrarca

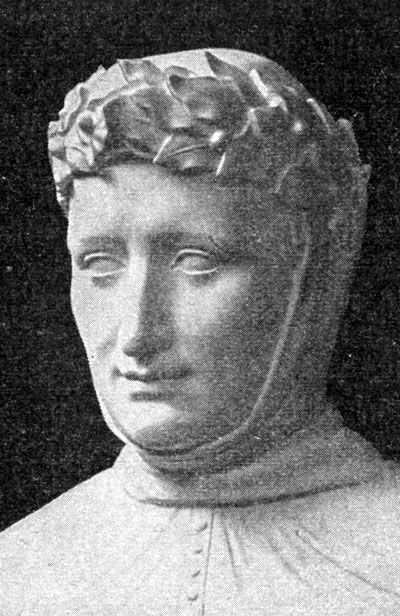
Francesco Petrarca.

Dos son las características principales de la actividad literaria de Petrarca fueron su interés por los clásicos y la novedad de los sentimientos humanos que se reflejan en su poesía. Son, además, aspectos indisolublemente unidos, pues el primero da origen del segundo. El Petrarca que desentierra las obras de los grandes escritores latinos permite comprender al Petrarca enamorado de una mujer real –Laura– a la que canta tanto en vida como tras su muerte con poemas llenos de una estudiada elegancia. Fue el primer humanista y, al mismo tiempo, el primer poeta lírico moderno. Su carrera fue larga y tempestuosa: vivió muchos años en Aviñón, maldiciendo la corrupción de la corte papal, viajó también por casi toda Europa, mantuvo correspondencia con emperadores y papas y era considerado el escritor más importante de su tiempo.
Su principal obra poética se titula Rerum vulgarium fragmenta (conocido también con el nombre posterior de Canzoniere), una colección de 366 poemas de varios metros, mayoritariamente sonetos y canciones. El tema principal de estos poemas es el amor, pero su tratamiento está lleno de variaciones en el concepto, la imaginería y los sentimientos, surgidos de variadas inspiraciones de la naturaleza. Petrarca es un poeta psicológico, que estudia todos sus sentimientos y los muestra con exquisita dulzura. En el Canzoniere se incluyen también algunos poemas políticos, uno de ellos supuestamente dirigido a Cola di Rienzo y varios sonetos contra la corte de Aviñón. Petrarca tuvo una ideología política clara aunque compleja: exaltaba a Cola di Rienzi, invocaba al emperador Carlos IV y apoyaba a los Visconti de Milán. Por encima de todo ello situaba su amor por Italia, que imagina como su querida y antigua Roma, la gran ciudad de sus héroes Cicerón y Escipión.

### Boccaccio

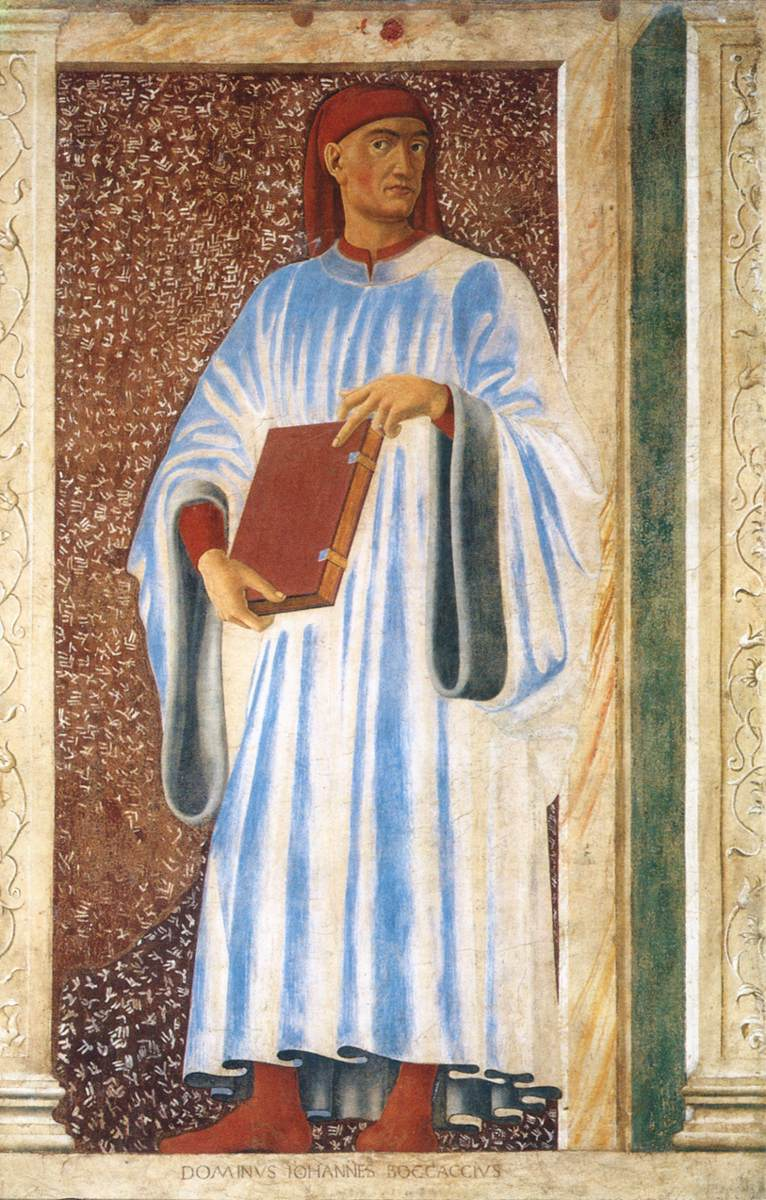
Retrato de Boccaccio realizado por Andrea del Castagno (1450).

Boccaccio tenía el mismo amor entusiasta por la antigüedad y la misma veneración por la nueva literatura italiana que Petrarca. Fue el primero en hacer una traducción al latín de la Ilíada y , en 1375, de la Odisea. Sus conocimientos de cultura clásica son patentes en su obra De genealogia deorum, en la cual enumera los dioses de acuerdo a su árbol genealógico, obtenido este de los diversos autores que han escrito sobre las divinidades paganas. La Genealogia deorum es, según A. H. Heeren, una verdadera enciclopedia de saber mitológico, precursora del movimiento humanístico del s. XV.
Boccacio está también considerado el primer historiador de la mujer, por su obra De claris mulieribus, y el primero en narrar la historia de las grandes desdichas en De casibus virorum illustrium. Continuó y perfeccionó trabajos anteriores de investigación geográfica en su interesante De montibus, silvis, fontibus, lacubus, fluminibus, stagnis et paludibus, et de nominibus maris.
Respecto a sus obras italianas, aunque su lírica no se acerca a la perfección de la de Petrarca, su narrativa poética es mejor. Si bien no inventó la estancia en octavas, fue el primero en usarla en una obra larga con mérito artístico, su Teseida, considerada el más antiguo poema romántico italiano. En el Filostrato relata los amores de Troilo y Griselda (Troilus y Cressida). Puede ser que Boccaccio conociera el poema francés sobre la guerra de Troya de Benoît de Sainte-Maure, pero el interés de su poema radica sobre todo en su análisis de la pasión amorosa. La Ninfale fiesolano cuenta la historia de amor de la ninfa Mesola y del pastor Africo. La Amorosa Visione es un poema en tercetos que sin duda tiene su origen en la Divina Comedia. El Ameto es una mezcla de prosa y poesía, y es el primer poema pastoral en italiano.
El Filocolo es el primer romance en prosa. En él Boccaccio cuenta los amores de Florio y Blancaflor (Flores y Blancaflor). Probablemente, para este trabajo recopiló materiales de fuentes populares o de romances bizantinos que Leoncio Pilato le habría dado a conocer. En el Filocopo hay una marcada exuberancia en el contenido mitológico, lo cual tal vez daña el sentido artístico del romance, pero que ayuda a comprender la historia del pensamiento de Boccaccio. La Fiammetta es otro romance acerca de los amores de Boccaccio y María d'Aquino, supuestamente hija natural del rey Roberto, por lo que la llama siempre por su nombre de Fiammetta.
La obra que ha hecho famoso a Boccaccio es el Decamerón, una colección de cientos de novelas, narradas unas veces por hombres y otras por mujeres que se habrían retirado en una villa cercana a Florencia para escapar de la peste de 1348. Escrito como novela, si bien su tema es abundante en los siglos precedentes, sobre todo en Francia, por primera vez asume una forma artística. El estilo de Boccaccio tiende a imitar al latín, pero con él por primera vez la prosa toma forma de arte elaborado. La rudeza de los antiguos fabliaux da paso al cuidado y el trabajo consciente de una mente con buen sentido de la belleza, que ha estudiado a los clásicos y que se esfuerza en imitarlos todo lo posible. Pero por encima de todo, en el Decamerón, Boccaccio es un dibujante de personajes y un observador de pasiones y es en esto en lo que radica su originalidad. Mucho se ha escrito sobre las posibles fuentes de las narraciones del Decamerón y es probable que Boccaccio utilizara tanto fuentes orales como escritas. La tradición popular debe de haberle surtido de los materiales de muchas historias, como por ejemplo la de Griselda.
Al contrario que Petrarca, persona siempre en eterno desconsuelo, preocupado, cansado de la vida. molesto por las decepciones, Boccaccio era un hombre calmado, sereno. satisfecho de sí mismo y de lo que le rodeaba. A pesar de esta diferencias fundamentales en sus caracteres, los dos geniales autores fueron viejos e íntimos amigos. Sin embargo, su afección a Dante no fue la misma. Petrarca, quien dice haberle visto una vez en su niñez, no parece que guardara un recuerdo agradable de él, y sería inútil negar la envidia que su fama le provocaba. La Divina Comedia le fue enviada por Boccaccio cuando era ya un anciano, tras confesar que nunca la había leído. Por el contrario, Boccaccio sentía por Dante algo más que amor, entusiasmo. Escribió una biografía suya de cuya exactitud muchos críticos dudan, y realizó lecturas públicas de su poema en Santa María del Fiore, en Florencia.

### Otros autores
Fazio degli Uberti y Federico Frezzi imitaron la Divina Comedia, pero solo en la forma externa. El primero escribió el Dittamondo, un poema largo en el cual el autor imagina que es llevado por el geógrafo Solinus a diferentes partes del mundo, en las que el guía de su Commedia le narra su historia. Las leyendas sobre la fundación de las distintas ciudades italianas tienen su importancia histórica. Por su parte, Frezzi, obispo de Foligno, su ciudad natal, escribió el Quadriregio, un poema sobre los cuatro mundos: el Amor, Satán, los Vicios las Virtudes. Este poema tiene muchos puntos de semejanza con la Divina Comedia, y en él Frezzi describe la condición del hombre que asciende desde el estado del vicio al de la virtud, describiendo en este camino el infierno, el limbo, el purgatorio y el cielo. Como compañía el poeta tiene a Palas.
Giovanni Fiorentino escribió, con el título de Pecorone, una colección de cuentos que se suponen contados por un monje y una monja en el locutorio de un monasterio de Forli. Imita claramente al Decamerón de Boccaccio, y se basa en las crónicas de Villani para sus narraciones históricas.
Franco Sacchetti también escribió cuentos, la mayor parte basados en la historia de Florencia. Es conocido fundamentalmente por su libro Trecentonovelle, en el cual, claramente influenciado por Boccaccio, nos ofrece una viva descripción de la sociedad florentina de finales del s. XIV, unas veces en tono didáctico y moralizante (como por ejemplo en la cuarta novela, en la cual el general Castruccio da una lección a un fanfarrón durante la guerra contra Florencia) y otras veces con clara intención festiva no exenta de carga erótica (como en la novela 14, en la que narra las relaciones sexuales entre un joven y su madrastra y el jaleo que se organiza al enterarse el padre). Es evidente que Sachetti recopiló todas sus anécdotas con la intención de obtener a partir de ellas sus propias conclusiones y reflexiones morales, las cuales aparecen siempre al final de cada historia. Desde este punto de vista la obra de Sacchetti se acerca también a las Moralisationes de la Edad Media. En su ensayo Un aspecto en la elaboración del Quijote, Ramón Menéndez Pidal relaciona el rasgo básico del famoso personaje
manchego, o sea, su locura por exceso de lecturas de libros de caballerías y su posterior intención de imitar a los caballeros andantes en la protección de los desvalidos, con un personaje de Franco Sacchetti, tomado de la
realidad (tal personaje existió realmente):
...descubro en el novelador italiano Sacchetti una figura de
exacta apariencia quijotesca, la de aquel Agnolo di Ser Gherardo: es un
hombre extravagante; aquéjale una monomanía caballeresca, a pesar de sus
setenta años, y, montando en caballo flaco, que parecía el hambre, va desde
Florencia a un pueblo vecino para asistir a unas justas; al tiempo de
ponerle el yelmo y darle la lanza, unos maliciosos meten un cardo bajo el
rabo del jamelgo, el cual echa a correr, con grandes botes y corcovos, sin
parar hasta Florencia; allí, entre la risa de todos, la mujer recoge al
maltratado jinete, le acuesta en la cama para curarle las magulladuras del
yelmo y de las armas, y le reprende su necia locura caballeresca. No sólo el
fundamento cómico, sino los detalles mismos son iguales a los del Quijote
(...)
Ramón Menéndez Pidal, "Un aspecto en la elaboración del Quijote" en De
Cervantes y Lope de Vega. Colección Austral.

Cervantes debió de conocer en versión manuscrita u oral el cuento de Sacchetti u otro semejante, aunque sin duda lo conoció tarde, tan solo al escribir la segunda parte del Quijote, donde lo aprovecha.
Un tercer novelista fue Giovanni Sercambi, de Lucca, quien tras 1374 escribió un libro en imitación a Boccaccio, acerca de una reunión de personas que supuestamente huyendo de la peste viajan por diferentes ciudades italianas, parando aquí y allá a contar historias. Finalmente, pero no por ello autores menos importantes, están Massuccio Salernitano (Tommaso Guardato), que escribió el Novellino, y Antonio Cornazzano, cuyos Proverbii fueron extremadamente populares.

#### Cronistas
Ya se ha dicho que las crónicas antiguamente consideradas del siglo XIII son ahora vistas como falsificaciones de edad posterior. Hacia el final de ese siglo, sin embargo, se encuentra una crónica de Dino Compagni, la cual, no sin rechazar la desfavorable opinión que sobre ella sostienen especialmente algunos autores alemanes, es con toda probabilidad auténtica. Poco se conoce de la vida de Compagni. Aunque noble de nacimiento, sus ideas eran demócratas, y fue partidario de las nuevas ordenanzas de Giano della Bella. Como prior y gonfalonier de justicia siempre tuvo el interés público en su corazón. Cuando Carlos de Valois, el candidato de Bonifacio VIII, era esperado en Florencia, Compagni, previendo los demonios de la discordia civil, convocó en asamblea a los ciudadanos en la iglesia de San Giovanni, intentando calmar sus espíritus excitados. Su crónica relata los hechos de los que tuvo conocimiento personal entre 1280 y 1312, lo que reviste su estampa de una fuerte subjetividad. La narrativa es constantemente personal, alcanzando a veces el mejor estilo dramático. Un fuerte sentimiento patriótico y un deseo exaltado por la rectitud impregnan todo el libro. Compagni es más un historiador que un cronista, pues indaga en las razones de los hechos, haciendo profundas reflexiones sobre ellos. De acuerdo a nuestro juicio es una de las más importantes autoridades para ese periodo de la historia florentina, a pesar de los no insignificantes errores que pueden encontrarse en sus escritos.
Por su parte, Giovanni Villani, nacido en 1300, fue por el contrario más un cronista que un historiador. Relata los hechos hasta 1347, los viajes que hizo por Italia y Francia y la información que recabó en ellos, siendo de realtar el hecho de que su crónica, titulada por él Historie Fiorentine, comprende en realidad sucesos ocurridos por toda Europa. Lo que distingue especialmente la obra de Villani es que habla con largueza no solo de los acontecimientos en la política y la guerra, sino también de los sueldos de los funcionarios públicos, de las sumas de dinero que se usaban para pagar las soldadas o los festivales públicos, y de otras muchas cosas cuyo conocimiento es muy valioso. Con tal abundancia de información no es de extrañar que la narrativa de Villani a menudo se enturbie con fábulas y errores, particularmente cuando habla de cosas ocurridas antes de su época. Mateo, hermano de Giovanni Villani, continuó su crónica hasta 1363, la cual fue de nuevo continuada por Filippo Villani.
Finalmente, Piero Capponi, autor de los Commentari deli acquisto di Pisa y de la narración del Tumulto dei Ciompi, fue un escritor que vivió entre los siglos XIV y XV.

#### Ascéticos
La Divina Comedia es ascética en su concepción y en muchos aspectos de su ejecución, así como las obras de Petrarca; sin embargo, ni uno ni otro pueden ser catalogados entre los autores puramente ascéticos de su tiempo. Pero otros muchos sí que pueden incluirse en este encabezamiento. El misticismo de Catalina de Siena fue político. Esta extraordinaria mujer aspiraba a devolver a la Iglesia de Roma su virtud evangélica, y dejó una colección de cartas de tono elevado y sublime dirigidas a todo tipo de gente, incluidos los papas. Suyas son las declaraciones más claramente religiosas que se han dejado escuchar en el siglo XIV italiano. Aunque las ideas precisas de reforma no estaban en su cabeza, el deseo de una gran reforma moral puede sentirse en su corazón. Esta autora ocupa un lugar destacado entre aquellos que prepararon el camino de los movimientos religiosos del siglo XVI.
Otro sienés, Giovanni Colombini, fundador de la orden de los Jesuati, predicaba la pobreza por precepto y con el ejemplo, proclamando un retorno a las ideas de Francisco de Asís. Sus cartas están entre las más destacadas dentro del ascetismo del siglo XIV. Passavanti, en su Specchio della vera Penitenza, combinó la instrucción con la narrativa. Cavalca tradujo del latín las Vidas de los Santos Padres. Rivalta dejó tras de sí muchos sermones, así como Franco Sacchetti, aunque más famoso como novelista, muchos discursos. En general, no hay duda de que una de las más importantes producciones de la espiritualidad italiana de siglo XIV fue la literatura religiosa.

#### Obras de temática popular
Como antítesis de la anterior, se desarrolló también una literatura de importante contenido popular. La poesía humorística, de largo desarrollo durante el siglo XIII, fue cultivada en el siglo XIV por Bindo Bonichi, Arrigo di Castruccio, Cecco Nucoli, Andrea Orgagna, Filippo de Bardi, Adriano de Rossi, Antonio Pucci y otro escritores menores. Orgagna fue especialmente cómico; Bonichi también, pero con un propósito moral en sus sátiras. Pucci sobrepasó a los demás en la variedad de su producción, poniendo en tercetos la crónica de Giovanni Villani (Centiloquio), y escribiendo muchos poemas históricos llamados Serventesi, muchos poemas cómicos y no pocas composiciones épico-populares sobre diversos temas. Un pequeño poema suyo en siete cantos trata sobre la guerra entre los florentinos y los pisanos entre 1362 y 1365. Otros poemas surgen de fuentes legendarias y festejan la Reina d'Oriente, Apollonio de Tiro, El Bel Gherardino, etc. Estos poemas, pensados para ser recitados, son los antecesores de la épica romántica que se desarrollaría en el siglo XVI y cuyos principales representantes serían Boiardo y Ariosto.

#### Obras políticas
Muchos poetas del siglo XIV escribieron obras políticas. Fazio degli Uberti, autor del Dittamondo, escribió también un Serventese a los señores y el pueblo de Italia, un poema a Roma, y una feroz invectiva contra Carlos IV, por las que merece ser citado, así como Francesco di Vannozzo, Frate Stoppa y Matteo Frescobaldi. Puede decirse en general que, siguiendo el ejemplo de Petrarca, muchos escritores se dedicaron a la poesía patriótica. De este periodo data también el fenómeno literario conocido como Petrarquismo. Los petrarquistas, o aquellos que cantan al amor a la manera de Petrarca, se pueden encontrar ya en este siglo XIV. Pero otros trataron el tema con más originalidad, en una manera que podríamos denominar semi-popular. Así fue el caso de las Ballate de Giovanni Fiorentino, o de Franco Sacchetti, o de Niccolo Soldanieri, o Guido y Bindo Donati. Las Ballate eran poemas cantados para la danza, y encontramos muchas canciones en la música del siglo XIV. Ya se ha comentado que Antonio Pucci versificó las Crónicas de Filippo Villani. Este caso de versificación histórica no es único, y está evidentemente conectado con el fenómeno similar que sucede en la literatura en latín vulgar. Es suficiente con citar una crónica de Arezzo en terza rima por Gorello de Sinigardi, y la historia, también en terza rima, del viaje del papa Alejandro III a Venecia, escrita por Pier de Natali. Además de esto, cada tipo de tema, tanto histórico, trágico o agrícola, se trataba en verso. Neri di Landocio escribió una vida de santa Catalina; Jacopo Gradenigo puso los evangelios en tercetos; Paganino Bonafede en el Tesoro de rustici dio muchos preceptos sobre agricultura, comenzando ese tipo de poesía geórgica que sería totalmente desarrollado posteriormente por Luigi Alamanni en sus Coltivazione, por Girolamo Baruffaldi en el Canapaljo, por Rucellai en Las abejas, por Bartolomeo Lorenzi en el Cultivos del monte, y por Giambattista Spolverini en el Cultivo del arroz.

#### Teatro
No puede haber habido una ausencia absoluta de literatura dramática en italiano durante el siglo XIV, pero todavía no se han encontrado las trazas de ella, aunque sí que se encuentran con profusión en el siglo XV. En este siglo, sin embargo, podemos hablar de un drama único en su clase. En los sesenta años (entre 1250 y 1310) que van desde la muerte del emperador Federico II hasta la expedición de Enrique VII, ningún emperador entró en Italia. En el norte, Ezzelino da Romano, con el título de vicario imperial, había tomado posesión de la casi totalidad de la Marca de Treviso, amenazando la Lombardía. Los papas declararon una cruzada contra él a consecuencia de la cual Ezzelini cayó derrotado. Padua pudo entonces respirar tranquila, y comenzó a extender su dominio. Vivía por aquel tiempo en Padua un hombre llamado Albertino Mussato, nacido en 1261, un año después de la catástrofe de Ezzelini, por lo que su infancia transcurrió entre los sobrevivientes de una generación que odiaba el nombre del tirano. Después de escribir en latín la historia de Enrique VII, se dedicó a la escritura de una obra de teatro sobre Ezzelino, la cual escribió también en latín. El Eccerinus, obra que posiblemente no haya sido representada nunca en un escenario, ha sido comparada por algunos críticos a las grandes tragedias griegas. Estaría probablemente cerca de la verdad decir que nada tiene en común con las obras de Esquilo, pero ciertamente su fuerza dramática, la delineación de ciertas situaciones, y la forma en la que se narran ciertos sucesos, es muy original. La obra de Mussato se quedó sola en la historia de la literatura dramática italiana. Quizás esto no hubiera sido así si la hubiera escrito en italiano.

## El humanismo
El humanismo fue un fenómeno cultural de primera magnitud en Italia y quizá la aportación más importante de Italia a la cultura europea. Se trató de una "vuelta al mundo clásico" filtrada a través de una sensibilidad y una mentalidad que ya preluden a la Modernidad. El humanismo es también el primer movimiento literario y cultural de carácter nacional italiano, ya que se desarrolló a lo largo de toda la Península y se alimentó de intercambios y conexiones entre los varios centros italianos. Sus principales figuras intelectuales proceden de numerosos centros y territorios: Florencia, como Coluccio Salutati, Niccolò Niccoli, Giannozzo Manetti, Palla Strozzi, Leonardo Bruni, Poggio Bracciolini; Milán, como Pier Candido Decembrio o Francesco Filelfo; Roma, como Eneas Silvio Piccolomini o Biondo Flavio; otros son más bien intelectuales íntegramente italianos irreductibles a la dimensión ciudadana, como Lorenzo Valla y Leon Battista Alberti; en la segunda mitad del siglo, destacan autores como Marsilio Ficino, Pico della Mirandola, Agnolo Poliziano, Ermolao Barbaro, Giovanni Pontano.
Giannozzo Manetti, político y diplomático de origen florentino, llevó a cabo importantes traducciones del griego y el hebreo y fue autor de una obra fundamental de la cultura humanística italiana: el De dignitate et excellentia hominis (La dignidad y la excelencia del hombre), dedicado a Alfonso de Aragón, rey de Nápoles. Strozzi viajó a Grecia por sus propios medios a la búsqueda de libros antiguos, y con él se trajo, entre otros textos, a Plutarco y Platón. Bracciolini fue al Concilio de Constanza y encontró en un monasterio discursos de Cicerón y, sobre todo, descubrió el códice íntegro de Quintiliano, y el "De rerum natura" de Lucrecio, ambos textos olvidados desde hacía siglos. Guarino viajó por Oriente en busca de antiguos códices, pero sobre todo se señaló como el "magister Italiae", el maestro de generaciones de humanistas que se formaron con su novedoso método pedagógico, que incluía por vez primera un contacto directo con los textos originales de los autores clásicos. El humanismo supone la entrada de la civilización occidental en la Modernidad. Con él, nacen el método histórico, el análisis científico de los testimonios de la Antigüedad -desde la filología hasta la teoría de la traducción, la arqueología o la numismática-, una nueva ética seclarizada, una nueva política basada en la soberanía.
Según la clásica visión de Jakob Burckhardt, el historiador del siglo XIX que difundió el término "Renaissance", si el Estado se hace "obra de arte", el ser humano renacentista se identifica, por vez primera, como "individuo". Como consecuencia, vuelve la idea de la fama y el deseo de alcanzarla. Se forma una verdadera clase cultural, en el sentido moderno de la palabra, y aparece la idea (completamente desconocida hasta entonces) de que la valía de una persona no dependía en absoluto de su nacimiento sino de sus cualidades personales. Poggio, en su diálogo De nobilitate declara que está de acuerdo con sus interlocutores Niccolo Niccoli y Lorenzo de Médicis en la opinión de que no hay otra nobleza sino la del mérito personal. La vida social crecía más refinada en todos sus detalles; se había creado al hombre social; se hacían reglas sobre comportamientos civilizados; se incrementó el deseo por los entretenimientos suntuosos y artísticos. La idea medieval de la existencia había sido derrocada; hombres que hasta ahora habían dirigido sus pensamientos exclusivamente a las cosas divinas, y creían exclusivamente en el derecho divino, ahora empezaban a pensar en el embellecimiento de su existencia terrena, en hacerla feliz y agradable, y volvían a creer en sus derechos humanos. El concepto de moralidad alcanza en el humanismo una de sus más refinadas formulaciones: todo, en el humansimo italiano, es moral: la política (como lo prueban los numerosísimos tratados "de principe"), la filosofía -que margina los tecnicsmos de la lógica para adentrarse en el terreno de los comportameintos ("mores")- las relaciones humanas, la literatura... La propia religiosidad se va transformando y haciéndose más crítica, más laica.
En Florencia, Vespasiano da Bisticci, librero y amigo de muchos humanistas y hombres importantes de su tiempo, escribió en italiano las Vidas de hombres ilustres, obra valiosa por su contenido histórico que rivaliza con las mejores obras del siglo XIV por su candor y simplicidad.

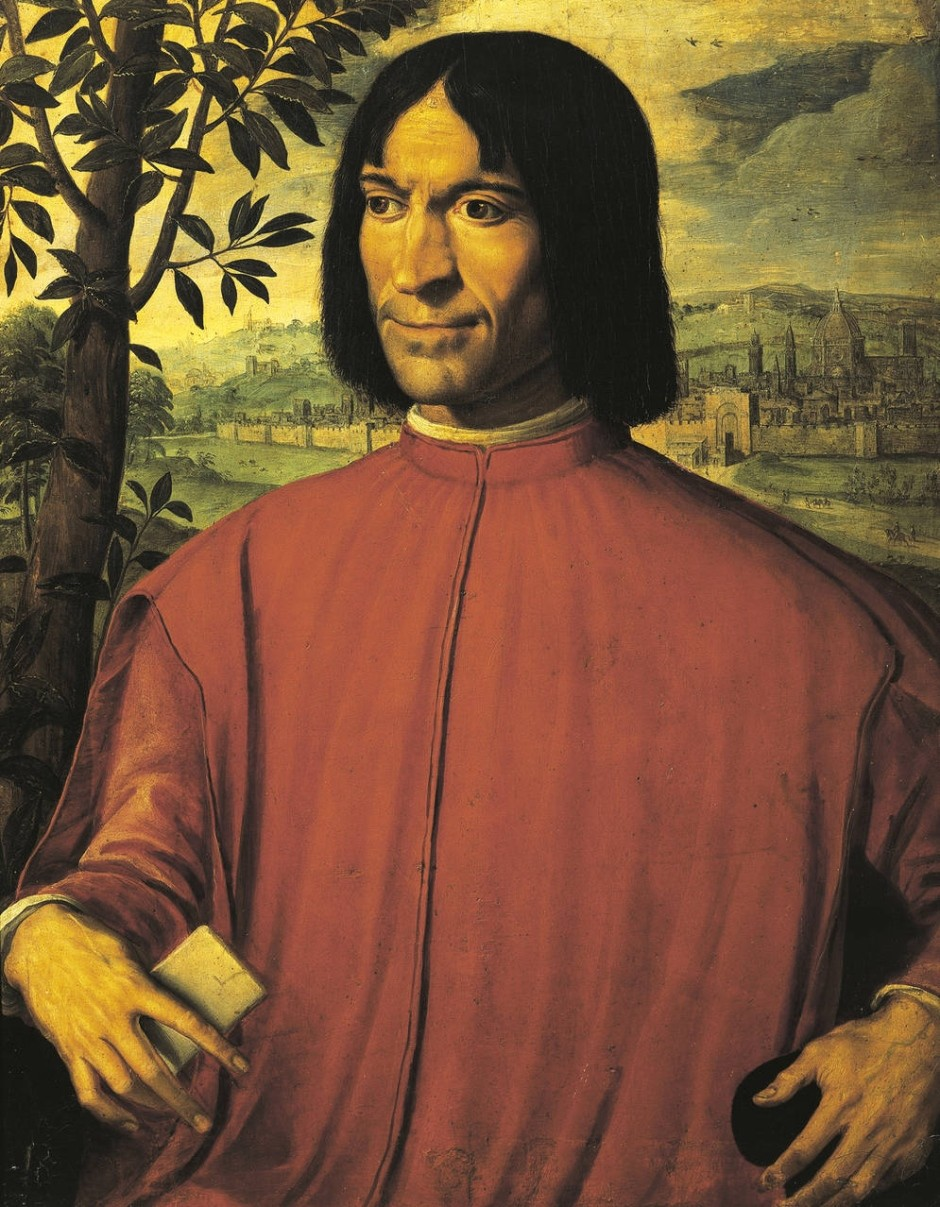
Lorenzo de Médicis.

Pero es en Lorenzo de Médicis donde la influencia de Florencia en el Renacimiento se aprecia particularmente. En los salones de su palacio florentino, en sus villas de Careggi, Fiesole y Anibra, se encuentran los magníficos cofres decorados por Dello con historias de Ovidio, el Hércules del Pollaiuolo, la Pallas de Botticelli, los trabajos de Filippino (pintor hijo de Fra Filippo Lippi) y el Verrocchio. En él es fuerte el sentimiento por la naturaleza; unas veces dulce y melancólico y otras profundo y vigoroso, como un eco de los pensamientos, los dolores, las ambiciones de una vida tan profundamente agitada. Le gustaba mirar a su corazón con ojos severos, pero al mismo tiempo era capaz de mostrarse en tumultuosa plenitud. Describe con la destreza de un escultor, satiriza, ríe, reza, suspira, siempre elegante, siempre florentino, pero un florentino que ha leído a Ovidio y Tibullus, que desea disfrutar de la vida, pero al mismo tiempo saborea los refinamientos del arte.
Con todo, el mayor poeta y filólogo florentino de la segunda mitad del siglo XV es Poliziano, quien también reúne lo antiguo y lo moderno, lo popular y lo clásico. En sus Rispetti y en sus Baladas la frescura de su imaginería y la plasticidad de su forma son inimitables. El, el gran erudito en griego, escribió versos italianos de deslumbrantes colores; la más pura elegancia de las fuentes griegas invade su arte en todas sus formas, así en el Orfeo como en su Stanze per la giostra. Pero su labor más importante en el plano de la historia de la cultura fue la gran enciclopedia latina de las "Miscellaneorum Centuriae", importante análisis léxico y semántico de la terminología latina.
Hubo en esta época algunos círculos literarios de notable importancia, impropiamente llamados "academias". Un personaje importante para la introducción del platonismo en Europa fue Jorge Gemistos, llamado Pletón, el cual en 1439 se encontraba en el Concilio ecuménico de Florencia. Marsilio Ficino fue quien difndió la filosofía platónica xcon su neoplatonimso.
La llamada "academia romana" fue fundada por Giulio Pomponio Leto, con el objeto de promover el descubrimiento e investigación de antiguos monumentos y libros. Era una especie de religión del clasicismo, mezclada con aprendizaje y filosofía. Platina, el conocido autor de las vidas de los cien primeros papas, perteneció a ella.
En Nápoles se instituyó una "academia" conocida como la Pontaniana. Su fundador fue Antonio Beccadelli, apodado El Panormita, y tras su muerte su principal intelectual fue Giovanni Pontano.
Italia tuvo muchos poemas llamados cantari porque contenían historias que se cantaban a la gente. El primero en revivir este estilo fue Luigi Pulci, quien creció en la casa de los Médicis, y que escribió el Morgante a petición de Lucrezia Tornabuoni, madre de Lorenzo el Magnífico. El tema del Morgante está casi totalmente tomado de un oscuro poema caballeresco del siglo XV, redescubierto por Pío Rajna. Pulci construyó una estructura propia de carácter paródico, introduciendo muchas digresiones, ora caprichosas, ora científicas, ora teológicas. Pulci elevó la épica románica a la categoría de obra de arte, unificando lo serio con lo cómico.
Con una intención más seria, Matteo Maria Boiardo, conde de Scandiano, en Emilia, escribió el Orlando innamorato, en el cual parece haber aspirado a abarcar todas las leyendas carolingias; pero no pudo completar su tarea. Encontramos aquí también una amplia vena humorística y burlesca. Incluso el poeta Ferrarese se adentra en el mundo del romance por su simpatía hacia las maneras y sentimoentos caballerescos; esto es, el amor, la cortesía, el valor y la generosidad. Un tercer poema romántico del siglo XV fue el Mambriano de Francisco Bello (Cieco de Ferrara). Escribió tanto a partir del ciclo carolingio, como de los romances de la Tabla Redonda y de la antigüedad clásica. Fue un poeta de genio poco común y de pronta imaginación, muy influenciado por el Boiardo, especialmente en la parte fantástica que introduce en sus obras.
El desarrollo del teatro en el siglo XV fue muy importante. Este tipo de literatura semi-popular nació en Florencia, y se asoció a ciertas festividades populares normalmente en honor de Juan el Bautista, santo patrón de la ciudad. Las Sacra Rappresentazione en esencia no son más que la evolución de los Misterios medievales. Aunque pertenecen a la poesía popular, algunos de sus autores fueron personajes literarios de renombre. Es suficiente citar a Lorenzo de Medici, que escribió San Giovanni e Paolo, y a Feo Belcari, autor del San Panunzio, el Abramo e Isaac y otras. A partir del siglo XV algunos elemento cómico-profanos encontraron su sitio en las representaciones sacras. Así, liberándose del convencionalismo bíblico y legendario, el Poliziano escribió el Orfeo, que, aunque en su forma externa pertenece a las representaciones sacras, se aparta sustancialmente de ellas en su contenido y en los elementos artísticos que introduce.
A partir de Dante, y luego con Petrarca, las églogas eran un tipo de literatura que agradaba mucho a los italianos. En ellas, sin embargo, el elemento pastoral es solo aparente, pues no hay nada realmente campesino en ellas. Así es la Arcadia de Jacopo Sannazaro de Nápoles, autor del espeso poema latino De Parvu Virginis, y de algunas églogas pastorales. La Arcadia está dividida en diez églogas, en las cuales se describen las festividades, los juegos, los sacrificios y las costumbres de un grupo de pastores. Están escritas en versos elegantes, pero sería vano buscar en ellas ni el más remoto parecido con la vida en el campo. Por otra parte, incluso en el estilo, Lorenzo de Médicis fue superior. Su Nencia da Barberino, como dijo un moderno escritor, es como si fuera una nueva y clara reproducción de las canciones populares de los ambientes florentinos, fundidos en una majestuosa ola de estancias en octavas. Lorenzo se sumergió en el espíritu del desnudo realismo de la vida campestre. Hay un marcado contraste entre su trabajo y la obra convencional de Sannazzaro y otros autores. Un posible rival del Medici en este estilo, pero siempre inferior a él, fue Luigi Pulci con su Beca di Dicomaco.
La poesía amorosa de este siglo no tiene gran importancia. En su lugar vemos aparecer un estilo completamente nuevo, los cantos carnavalescos, los cuales fueron un tipo de canciones corales, acompañadas de mascaradas simbólicas, habituales en los carnavales de Florencia. Estaban escritos en metros similares a los de las baladas, y en su mayor parte se ponían en boca de fiestas de trabajadores y comerciantes, los cuales, con alusiones no muy castas, cantaban alabanzas a sus oficios. Estos triunfos y mascaradas fueron dirigidos por el mismo Lorenzo. Por la noche, entraban en la ciudad grandes compañías a caballo, actuando y cantando estas canciones. Algunas eran del mismo Lorenzo, las cuales sobrepasan a las demás por su maestría. Aquellas tituladas Baco y Ariadna son las más famosas.

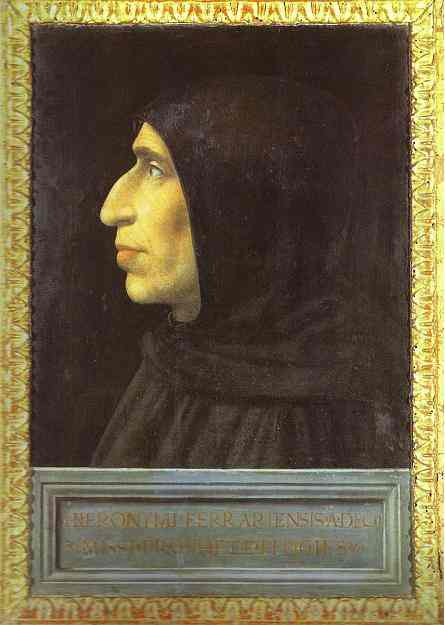
Girolamo Savonarola.

Girolamo Savonarola, tras llegar a Florencia en 1489, se levantó contra el movimiento literario y social del Renacimiento. Hay quien ha querido hacer de Savonarola un apóstol de la libertad, otros lo consideran un precursor de la Reforma. La verdad, sin embargo, es que no fue ni lo uno ni lo otro. En su enfrentamiento con Lorenzo, él dirigió más sus ataques contra el promotor de los estudios clásicos, el mecenas de la literatura pagana, que contra el tirano político. Animado de un entusiasmo místico, adoptó el estilo de un profeta, predicando contra la lectura de autores voluptuosos, contra la tiranía de los Medici, y llamando a un gobierno popular. Esto, sin embargo, no lo hizo animado por el deseo de mayores libertades cívicas, sino porque Savonarola vio en Lorenzo y su corte el mayor obstáculo contra el retorno a la doctrina católica, que era su íntimo deseo; pensaba que este retorno se produciría fácilmente si, tras la caída de los Medici, la república florentina fuese controlada por sus seguidores. Puede haber más justicia en ver a Savonarola como el precursor de la Reforma. Si fue así, fue más de lo que él intentó. El fraile de Ferrara nunca pensó en atacar el dogma papal, y siempre mantuvo que deseaba permanecer dentro de la iglesia de Roma. No tuvo ninguna de las grandes aspiraciones de Lutero, él simplemente repetía las quejas y exhortos de Santa Catalina de Siena, deseaba una reforma de las costumbres, simplemente de las costumbres, no de la doctrina. Si preparó el camino a los movimientos religiosos alemanes e ingleses del siglo XVI, fue de manera inconsciente. En la historia de la civilización italiana él representa un retroceso, esto es, la desaparición de los grandes hechos del Renacimiento y la vuelta a las ideas medievales. Su intento de oponerse a su tiempo, de detener el curso de los hechos, de devolver a la gente a la fe del pasado, la creencia de que todos los males sociales provenían de los Medici y los Borgia, su ceguera ante la realidad histórica, y su aspiración de fundar una república con Jesucristo como rey, muestran a Savonarola más como un fanático que como un pensador. No tuvo tampoco gran mérito como escritor. Escribió sermones en italiano, himnos (laudi), tratados de ascética y política, pero todos ellos groseramente escritos, y centran su importancia en aportar luz a la historia de sus ideas. Los poemas religiosos de Girolamo Benivieni son mejores que los suyos, estando escritos a partir de la misma inspiración. En estos versos, a veces dulces, siempre cálidamente religiosos, Benivieni y con él Belcari nos devuelven a la literatura del siglo XIV.
Además de un importante humanista autor de tratados en latín y en vulgar, Leon Battista fue arquitecto y tratadista artístico (de pintura, de estatua...). Junto con Leonardo, es el representante y casi un compendio en sí mismo de todo el vigor del Renacimiento.

### El desarrollo del Renacimiento
La característica fundamental del periodo literario que siguió al Renacimiento es que se perfeccionaron todos los tipos de arte, en particular unificando el carácter esencialmente italiano de su lenguaje con el clasicismo en el estilo. Este periodo se sitúa entre 1494 y 1560, siendo 1494 el año en el que Carlos VIII de Francia entró en Italia, marcando el comienzo de la decadencia política de Italia y de la dominación extranjera.
Los hombres más famosos de la primera mitad del siglo XVI fueron educados en el siglo precedente. Pietro Pomponazzi nació en 1462, Marcello Adriani Virgilio en 1464, Baltaser de Castiglione en 1468, Maquiavelo en 1469, Pietro Bembo en 1470, Miguel Ángel y Ludovico Ariosto en 1474, Jacopo Nardi en 1476, Trissino en 1478 y Francesco Guicciardini en 1482. La actividad literaria que se produce desde el final del siglo XV hasta la mitad del siguiente fue el producto de las condiciones sociales y políticas de la edad anterior.
Maquiavelo y Francesco Guicciardini fueron los creadores iniciales de la ciencia histórica. Las principales obras de Maquiavelo son la Historia florentina, el Discurso sobre la primera década de Tito Livio, el Arte de la guerra y El príncipe. Su mérito consiste en haber sido el creador de la ciencia experimental en política, al haber observado los hechos, estudiado la historia y obtenido consecuencias a partir de ello. Su historia es a veces inexacta en los hechos, siendo una obra más política que histórica. La peculiaridad del genio de Maquiavelo descansa, como es sabido, en su sentido artístico para el tratamiento y la discusión de la política en y por sí misma, sin mirar a un fin inmediato en su capacidad de abstracción desde las apariencias parciales del transitorio presente, con la intención más de imbuirse del reino eterno e innato, y hacerlo sujeto en sí mismo.
Cercano a Maquiavelo tanto como historiador que como hombre de estado se sitúa Guicciardini, persona muy observadora, y empeñada en reducir sus observaciones a una ciencia. Su Historia de Italia, que va desde la muerte de Lorenzo de Médicis hasta 1534, está llena de sabiduría política, tiene partes diestramente distribuidas, da una vívida imagen del carácter de los personajes que trata y está escrita con gran estilo. Muestra un profundo conocimiento del corazón humano, y describe con realismo los temperamentos, las capacidades y los hábitos de las diferentes naciones europeas. Retrocediendo hacia las causas de los sucesos, busca la explicación de los divergentes intereses de los príncipes y de sus recíprocos celos. El hecho de haber sido testigo de muchos de los hechos que relata, y haber tomado parte en ellos, añade autoridad a su trabajo. Las reflexiones políticas son siempre profundas; en el Pensieri, como dice Gino Capponi, parece intentar extraer a través de un auto-examen una quintaesencia, como si dijéramos, de las cosas observadas y hechas por él, empeñado así en formar una doctrina política todo lo adecuada posible en todas sus partes. Maquiavelo y Guicciardini pueden ser considerados como distinguidos historiadores así como los creadores de la ciencia histórica basada en la observación.
Inferiores a ellos, pero aun así dignos de mención, están Jacopo Nardi (historiador justo y fiable, hombre virtuoso que defendió los derechos de Florencia contra los Médicis antes de Carlos V), Benedetto Varchi, Giambattista Adriani, Bernardo Segni, y ya fuera de la Toscana, Camillo Porzio (que relató la Conjura de los Barones y la historia de Italia desde 1547 a 1552), Angelo di Costanza, Pietro Bembo, Paolo Paruta y otros.
El Orlando Furioso de Ariosto fue una continuación del Orlando Enamorado del Boiardo. Su principal característica es que asimiló el romance caballeresco al estilo y los modelos del clasicismo. Ariosto fue ya un artista solo por el amor a su trabajo, por su épica. Su única intención fue hacer un romance que agradara tanto a él como a su generación. Su Orlando no tiene un propósito grave o serio, al contrario, crea un mundo fantástico en el que el poeta divaga, indulgente con su capricho, y a veces sonriéndose por su propio trabajo. Su gran deseo es describirlo todo con la mayor perfección posible; el cultivo del estilo es lo que le ocupa más. En sus manos el estilo se hace maravillosamente plástico con todos los conceptos, tanto los elevados como los bajos, los serios o los divertidos. La estancia en octosílabos alcanza en él la más alta perfección en gracia, variedad y armonía.
Mientras tanto, mano a mano con el romance, hubo intentos para una épica histórica. Gian Giorgio Trissino de Vicenza compuso un poema titulado Italia liberada de los Godos. Muy versado en las formas antiguas, se formó en estas, al objeto de cantar las campañas de Belisario; decía que se había forzado a observar las reglas de Aristóteles, y que había imitado a Homero. Vemos en él, de nuevo, uno de los productos del Renacimiento, y aunque la obra de Trissino es de pobre inventiva y no tiene ningún color poético original, nos permite comprender mejor cuáles eran los esquemas de pensamiento del siglo XVI.
La poesía lírica no es ciertamente una de las cosas que se alza a gran altura en el siglo XVI. Con una falta absoluta de originalidad, pareciera que en este siglo no hubo nada mejor que hacer que copiar a Petrarca. Sin embargo, incluso en esta pobre empresa hubo poetas vigorosos. Monsignore Giovanni Guidiccioni de Lucca (1500–1541) demostró un generoso corazón. En elegantes sonetos dio expresión a su pena por el deplorable estado al que se había reducido a su país. Francesco Molza de Módena (1489–1544), estudioso del griego, latín y hebreo, escribió con agradable estilo y con emoción. Giovanni della Casa (1503–1556) y Pietro Bembo (1470–1547), aunque pretrarquista, fueron elegantes. Incluso Miguel Ángel se hizo petrarquista en ocasiones, y en sus poemas dejó la marca de su extraordinario y original genio. E incluso encontramos un buen número de damas junto a estos poetas, como Vittoria Colonna (amada por Miguel Ángel), Veronica Gambara, Tullia d'Aragona y Giulia Gonzaga, poetisas de gran delicadeza y superiores en genio a muchos de los literatos de su tiempo. Isabella di Morra es un ejemplo singular de la poesía femenina de la época, cuya triste vida fue una de las historias más conmovedoras y trágicas del Renacimiento italiano.
Muchas tragedias se escribieron en el siglo XVI, pero todas fueron bastante flojas. La causa fue la indiferencia moral y religiosa de los italianos, la falta de fuertes pasiones y caracteres vigorosos. El primero en ocupar el escenario trágico fue Trissino con su Sofonisba, siguiendo escrupulosamente loas reglas técnicas del arte, pero escrita en versos pesados, sin el calor del sentimiento. El Oreste y el Rosmunda de Giovanni Rucellai no fueron mucho mejores, ni la Antigona de Luigi Alamanni. Sperone Speroni en su Canace y Giraldi Cintio en su Orbecche intentaron convertirse en los innovadores de la literatura trágica, pero solo consiguieron hacerla grotesca. Decididamente superior a todas ellas fue el Torrismondo de Torcuato Tasso, especialmente por los coros, que a veces recuerdan los coros de las tragedias griegas.
La comedia italiana del siglo XVI fue prácticamente una copia de la comedia latina. Casi siempre tenían la misma trama, los mismos personajes ancianos, los sirvientes, la solterona, y el argumento era a menudo el mismo. Así, el Lucidi de Agnolo Firenzuola, y el Vecchio Amoroso de Donato Giannotti fueron copias de comedias de Plauto, lo mismo que el Sporta de Giambattista Gelli, el Marito de Lodovico Dolce y otros. Parece que solamente tres escritores pueden distinguirse entre los muchos que escribieron comedias: Maquiavelo, Ariosto y Giovan Maria Cecchi. En su Mandragora Maquiavelo, al contrario que los otros, compuso una comedia con carácter, creando personajes que se mantienen vivos incluso ahora, porque fueron copiados de la realidad gracias a una fina y observadora mirada. Ariosto, por su parte, se distinguió más por la descripción de los hábitos de su tiempo, en especial las de los nobles de Ferrara, que por la descripción objetiva de sus personajes. Finalmente, Cecchi dejó en sus comedias un tesoro de lenguaje hablado, que en la actualidad nos permite de forma magnífica tener conocimiento de aquella época. El notable Pietro Aretino puede ser también incluido en la lista de los mejores escritores de comedias.
En el siglo XV hubo una floreciente poesía amorosa. Antonio Cammelli, apodado el Pistoian, merece especial mención, debido a sus acres bonhomie, como Saint-Beuve las llamó. Pero fue Franceso Berni quien llevó este tipo de literatura a su perfección en el siglo XVI. A partir de él a ese estilo se le denomina también poesía bernesca. En los berneschi escontramos casi el mismo fenómeno del que ya habíamos tenido noticia en relación con el Orlano furioso. Era el arte por el arte mismo lo que inspiró e impulsó a Berni a escribir, así como a Anton Francesco Grazzini, llamado Il Lasca, y a otros escritores menores. Puede decirse que no hay nada en su poesía, y es cierto que tienen especial predilección en alabar las cosas bajas y ruines y en mofarse de lo que es noble y serio. La poesía bernesca es el más claro reflejo del escepticismo moral y religioso que fue una de las características de la vida social italiana del siglo XVI, y que se encuentra más o menos en todas las obras de ese periodo, ese escepticismo que paró la Reforma religiosa en Italia, y que por su parte fue consecuencia de las condiciones históricas. Los berneschi, y en especial Berni mismo, a veces adoptan un tono satírico, pero lo suyo no puede llamarse sátira con propiedad. Quienes sí cultivaron la sátira pura fueron, por otra parte, Antonio Vincinguerra, veneciano, Ludovico Alamanni y Ariosto, este último superior a todos ellos por la ática elegancia de su estilo, y por una cierta franqueza con tendencia a la malicia, que es particularmente interesante cuando el poeta habla de sí mismo.
En el siglo XVI hubo no pocas obras didácticas. En su poema Api, Giovanni Rucellai se acerca a la perfección de Virgilio. Su estilo es claro y luminoso, y añaden interés a su libro las frecuentes alusiones a los sucesos de su tiempo. Pero la obra didáctica que sobrepasa a las demás en importancia es El Cortesano de Baltasar Castiglione, en la cual imagina una discusión en el palacio de los duques de Urbino entre caballeros y damas sobre cuales son las cualidades que se requieren para ser un perfecto cortesano. Este libro es una valiosa ilustración de la situación moral e intelectual de la alta sociedad italiana en la primera mitad del siglo XVI.
De los novelistas del siglo XVI, los dos más importantes fueron Grazzini y Matteo Bandello; el primero tan juguetón y estrafalario como grave y solemne el segundo. Bandello fue fraile dominico y obispo, no obstante lo cual sus novelas son de tema relajado, y en ellas a menudo se pone en ridículo a los eclesiásticos de su tiempo.
En un tiempo como el siglo XVI en el que eran tan fuertes la admiración por las cualidades del estilo y el deseo de una clásica elegancia, es natural que se pusiera gran atención en la traducción de autores griegos y latinos. Entre las muchas traducciones de la época son aún famosas las de la Eneida y de las Pastorales de Longus el Sofista realizadas por Annibale Caro, así como las traducciones de las Metamorfosis de Ovidio por Giovanni Andrea dell'Angillare, la de El puente de oro de Apuleyo hecha por Firenzuola, y las de las Vidas y la Moralia de Plutarco por Marcello Adriani.

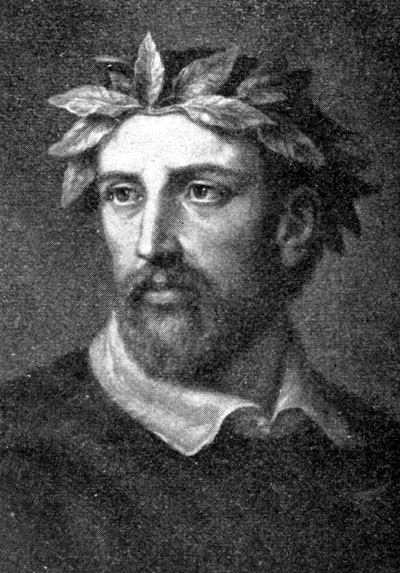
Torquato Tasso.

Los historiadores de la literatura italiana dudan en si Torquato Tasso debería ser situado en el periodo de más alto desarrollo del Renacimiento, o si debería formar un periodo él solo, intermedio entre el citado y el posterior a él. Ciertamente fue una persona en clara disarmonía con la época en la que vivió. Su fe religiosa, la seriedad de su carácter, la profunda melancolía que habitaba su corazón, su continua aspiración a la perfección ideal, todo le sitúa fuera del periodo literario representado por Maquiavelo, Ariosto y Berni. Como dice bien Carducci, Tasso es el legítimo heredero de Dante: él cree, y justifica su fe con la filosofía; él ama, y escribe de su amor con culto estilo; él es un artista, y escribe diálogos de especulación escolástica que podrían considerarse platónicos. Solo tenía dieciocho años cuando, en 1562, se atrevió con la poesía épica y escribió el Rinaldo, en el cual se dijo que había intentado reconciliar el esquematismo aristotélico con la variedad de Ariosto, A continuación escribió el Aminta, un drama pastoral de exquisita gracia. Pero el trabajo al que se dedicó por más tiempo fue un poema heroico, el cual le absorbió por completo. Él mismo explica su intención en los tres Discursos escritos mientras componía su Jerusalem: elegiría un tema grande y atrayente, no tan antiguo como para haber perdido todo su interés, ni tan reciente que le impidiera inventarse situaciones; lo trataría rigurosamente de acuerdo a las reglas de la unidad de acción observadas por los poemas griegos y latinos, pero con mucha mayor variedad y esplendor de episodios, de manera que en este punto no se alejara mucho del romance; y finalmente los escribiría con altisonante y recargado estilo. Y esto es lo que hizo Tasso en su Jerusalem liberada, el tema de la cual es la liberación del sepulcro de Cristo en el siglo XI por Godofredo de Bouillón. El poeta no sigue fielmente los hechos históricos, pero nos coloca ante sus principales motivaciones, incluyendo en ellas la actuación sobrenatural de Dios y Satán. La Jerusalem es el mejor poema heroico que Italia ha dado. Se aproxima a la perfección clásica. Sus episodios son sobre todo hermosos. Está escrito con profundo sentimiento, y todo en él refleja el alma melancólica del poeta. Respecto al estilo, sin embargo, aunque Tasso se empeñó aplicadamente en ceñirse a los modelos clásicos, no puede dejar de notarse que hace excesivo uso de metáforas, de antítesis, de conceptos rebuscados; y es justo desde este punto de vista que algunos historiadores han situado a Tasso en el periodo literario conocido genéricamente con el nombre de Secentismo, aunque otros, más moderados en su crítica, afirman que él solo preparó el camino.

## LaCommedia dell'Arte
La Comedia del arte (Commedia dell'Arte) o comedia del arte italiana fue un tipo de teatro popular ambulante nacido a mediados del siglo XVI y conservado hasta comienzos del siglo XIX. Como género, mezcla elementos del teatro literario del Renacimiento italiano con tradiciones carnavalescas (máscaras y vestuario), recursos mímicos y pequeñas habilidades acrobáticas. Su aparición es contemporánea de la profesionalización de los actores y la creación de compañías estables. Los argumentos, muy elementales, narran las aventuras y desventuras de una pareja de enamorados (por ejemplo, Florindo e Isabella) ante la oposición familiar o del entorno social (los personajes del poder, como Pantaleón, Il Dottore o El Capitán, siempre burlados), en una trama cuyas intrigas, mimos y acrobacias corren a cargo de los «zanni» (criados), que encarnan arquetipos como Arlequín y su novia Colombina, el astuto Brighella, el torpe Polichinela o el rústico Truffaldino.

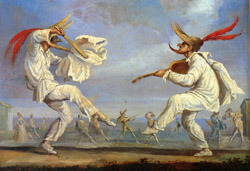
Commedia del arte, ilustración del.

Muchas de las claves de la "comedia del arte" fueron usadas por maestros clásicos como Shakespeare, Lope de Vega o Molière. Tras su desaparición en el siglo XIX, tuvo continuidad en géneros como la pantomima, el melodrama de estereotipos y la vertiente teatral de los payasos. A finales del siglo XX se reconocía en claves esenciales del teatro independiente, el cine burlesco y, como modelo didáctico, en la ideología de un teatro completo (basado en el actor y el colectivo), recuperador del poder del gesto y la improvisación, como se percibe en la obra de Meyerhold, Jacques Copeau, Jean-Louis Barrault y, en especial, de Dario Fo.

## Decadencia de la literatura italiana bajo el dominio español
Desde aproximadamente 1559 comienza un periodo de decadencia en la literatura italiana. Bajo la dominación española, algunos filósofos vieron limitadas sus actividades debido a sus ideas. Tommaso Campanella fue torturado por la Inquisición y Giordano Bruno fue quemado en la hoguera (aunque en estos dos últimos casos lo fueron directamente por la Inquisición romana). Cesare Balbo dijo que si la felicidad de las masas consiste en la paz sin esfuerzo, si la nobleza consiste en tener el título sin el poder, si los príncipes están satisfechos en la aquiescencia de su ley sin verdadera independencia, sin soberanía, si literatos y artistas se contentan con escribir, pintar y construir con el aplauso de sus contemporáneos, pero sin la aprobación de la posteridad, si una nación entera es feliz en el bienestar sin dignidad y con el tranquilo ascenso de la corrupción, entonces no ha habido periodo más feliz para Italia que los 140 años que van desde el Tratado de Cateau-Cambresis hasta la guerra de sucesión española. Este periodo es conocido en la historia de la literatura italiana como el Secentismo. Sus escritores recurrieron a la exageración, intentando producir el efecto de lo que en arte se conoce como manierismo o barroquismo, rivalizando unos con otros en el uso de metáforas, afectaciones, hipérboles y otras rarezas, eliminando toda sustancia del pensamiento.
A la cabeza de la escuela secentista estaba Giambattista Marino, de Nápoles, nacido en 1569, conocido principalmente por su largo poema Adone. Utilizaba las más extravagantes metáforas, las más forzadas antítesis y los conceptos más rebuscados. Encadenaba antítesis juntas una tras otra, rellenando estancias sin pausa. Alessandro Achillini, de Bolonia, siguió los pasos de Marini, pero de manera incluso más extravagante. Casi todos los poetas del siglo XVII estuvieron más o menos afectados por el “marinismo”. Alessandro Guidi, aunque sin llegar a las exageraciones de su maestro, es rimbombante y pesado, mientras que Fulvio Testi es artificial y afectado. Tanto Guidi como Testi sintieron la influencia de otro poeta, Gabriello Chiabera, nacido en Savona en 1552. Enamorado de los griegos, ideó nuevos metros, especialmente en imitación de Píndaro, tratando en ellos de religión, moral, historia y temas amorosos. Chiabera, aunque elegante en las formas, intenta disimular la falta de sustancia con ornamentos poéticos de todo tipo. A pesar de ello, la escuela de Chiabera representa una mejora, mostrando en ocasiones aptitudes líricas desperdiciadas por su entorno literario.
Vincenzo da Filicaja, florentino, mostró talento lírico, particularmente en sus canciones a la Viena asediada por los turcos, que le elevaron sobre los vicios de su tiempo; pero incluso en él se aprecia claramente el artificio retórico y el concepto vacío. En general, toda la poesía del siglo XVII presenta los mismos defectos pero en diversos grados, pudiendo estos resumirse en ausencia de sentimiento y exageración de las formas.
Surgió entonces la creencia en que sería necesario cambiar la forma para recuperar la literatura, instituyéndose en 1690 la Academia de la Arcadia. Sus fundadores fueron Giovanni Maria Crescimbeni y Gian Vincenzo Gravina. La Arcadia se denominó así su principal intención fue imitar la simplicidad de los antiguos pastores que se suponía habían vivido en la Arcadia en la época dorada. Como los secentistas erraron en su desmesurado deseo de novedad, así los arcadianos propusieron el retorno a los campos de la verdad, cantando siempre temáticas de pastoril simplicidad. Esto no conllevó sino la mera sustitución de un viejo artificio por otro nuevo, cayendo desde lo rimbombante a lo afeminado, de lo hiperbólico a lo mezquino, de la pesadez al excesivo refinamiento.

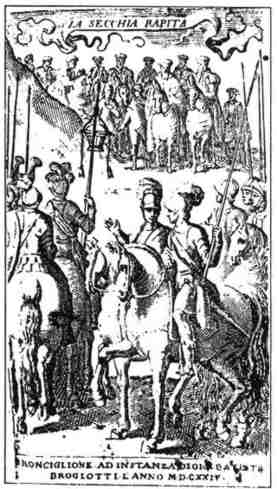
Portada de la primera edición de la Secchia Rapita del Tassoni, impresa en Ronciglione en 1624.

La Arcadia fue una reacción al secentismo, pero una reacción que solo tuvo éxito en empobrecer y marchitar aún más la literatura italiana. Los poemas de la Arcadia llenan varios volúmenes, y están hechos en sonetos, madrigales, canzonette y versos blancos. El más distinguido entre los que cultivaban el soneto fue Felipe Zappi, entre los autores de canciones el más ilustre fue Paolo Rolli, mientras que Innocenzo Frugoni fue el más famoso de todos, hombre de imaginación fructífera pero de escaso intelecto.
Mientras que las condiciones políticas y sociales en la Italia del siglo XVII parecían evidenciar que todo destello de inteligencia había desaparecido, algunos pensadores fuertes e independientes, como Bernardino Telesio, Lucilio Vanini, Bruno y Campanella llevaron el pensamiento filosófico por derroteros originales, preparando el camino a las conquistas de Galileo Galilei, el gran contemporáneo de René Descartes en Francia y de Francis Bacon en Inglaterra. Galileo no fue solo un gran hombre de ciencia, sino que también ocupó un conspicuo lugar en la historia de las letras. Devoto estudiante de Ludovico Ariosto, parece incorporar a su prosa las cualidades del gran poeta: una libertad expresiva, clara y franca, precisa y fácil, pero al mismo tiempo elegante. La prosa de Galileo es la perfecta antítesis de la poesía de su tiempo y es considerada por muchos como la mejor prosa que jamás ha tenido Italia.
Otro síntoma de reactivación, un signo de rebelión contra la vileza de la vida social italiana, se nos ofrece en la sátira, particularmente la de Salvator Rosa y Alessandro Tassoni. El primero, nacido en 1615 cerca de Nápoles, fue pintor, músico y poeta. Como poeta se dolía de la vil condición de su país, y dio rienda suelta a sus sentimientos en lo que otro escritor satírico, Giuseppe Giusti, llamó generosi rabbuffi. Fue un precursor de la literatura patriótica, que inaugura la revitalización del siglo XVIII. Por su parte, Tassoni, un hombre verdaderamente excepcional en su tiempo, fue superior a Rosa. En medio de la neblina servil de la época mostró su juicio independiente, y su Secchia Rapita le probaron como escritor eminente. Este es un poema heroico y cómico, que es al mismo tiempo épica y sátira personal. Fue lo suficientemente audaz para atacar a los españoles en sus Filípicas, en las cuales urgía al duque Carlo Emanuele de Savoya a persistir en la guerra contra ellos.

## El renacer de la literatura en italiano en elsigloXVIII
Una vez que se hubo liberado de la dominación española en el siglo XVIII, la nueva situación política italiana comenzó a mejorar bajo José II, Emperador del Sacro Imperio Romano, y sus sucesores. Estos príncipes estuvieron muy influenciados por los filósofos, los cuales a su vez estaban bajo la influencia del amplio movimiento ideológico que se expandía por Europa y era conocido como la Ilustración.
Gianbattista Vico representa el despertar de la conciencia histórica en Italia. En su Ciencia Nueva, investigó las leyes que gobiernan el progreso de la raza humana, conforme a las cuales se desarrollarían los hechos históricos. A partir del estudio psicológico del hombre intentó inferir la naturaleza común a todas las naciones, es decir, las leyes universales de la Historia, por las cuales las civilizaciones surgen, florecen y caen. A partir del mismo espíritu que inspiró a Vico surgió un tipo de investigación diferente, la de las fuentes de la historia civil y literaria de Italia.
Ludovico Antonio Muratori, tras recoger en su Rerum Italicarum Scriptores las crónicas, biografías, cartas y diarios sobre historia italiana entre 500 y 1500, y una vez discutidas las más oscuras cuestiones históricas en el Antiquitates Italicae medii aevi, escribió los Anales de Italia, minuciosa narración de hechos a partir de las fuentes originales. Socios de Muratori en su investigación histórica fueron Scipione Maffei de Verona y Apostolo Zeno de Venecia. En su Verona ilustrada, Maffei nos dejó no solo una joya para la lectura sino también una excelente monografía histórica. Zeno añadió erudición a la historia de la literatura, tanto en sus Dissertazioni Vossiane como en sus notas a la Biblioteca de la Elocuencia Italiana de Monseñor Giusto Fontanini. Girolamo Tiraboschi y el conde Giovanni Maria Mazzuchelli de Brescia se dedicaron asimismo a la historia de la literatura.
Al mismo tiempo que el nuevo espíritu de los tiempos llevaba a la investigación de las fuentes históricas, se impulsaba la investigación de los mecanismos que regían las leyes económicas y sociales. Francesco Galiani escribió sobre la moneda; Gaetano Filangieri escribió la Ciencia de la legislación; Cesare Beccaria, en su Tratado de los delitos y las penas, contribuyó enormemente a la reforma del sistema penal, promoviendo la abolición de la tortura.
La figura más importante del renacer literario del siglo XVIII fue Giuseppe Parini. Nació en un pueblo de la Lombardía en 1729, se educó en Milán, y de joven fue conocido entre los poetas de la Arcadia por el nombre de Darisbo Elidonio. Incluso como poeta de la Arcadia, Parini fue muy original. En una colección de poemas que publicó a los 23 años bajo el seudónimo de Ripano Eupilino, demostró su capacidad para captar escenas de la vida real, mientras que en sus piezas satíricas exhibió su franca oposición al espíritu de su tiempo. Estos poemas, aunque poco originales, indican una resuelta determinación de combatir los convencionalismos literarios. Superando sus poemas de juventud, se presentó como un innovador de la lírica, rechazando tanto el petrarquismo como el secentismo y la Arcadia, las tres enfermedades que él pensaba habían debilitado el arte italiano los siglos precedentes. En sus Odas se escucha todavía su tono satírico, pero surge aún más fuerte en su El día, en el cual se imagina a sí mismo como preceptor que enseña a un joven patricio milanés los modos y maneras de la vida galante, descubriendo todas sus ridículas frivolidades y desenmascarando con delicada ironía la futilidad de los hábitos aristocráticos. Dividiendo el día en cuatro partes: La Mañana, El Mediodía, La Tarde y La Noche, describe las banalidades de las que están compuestas, asumiendo así el libro un valor histórico y sociológico mayor. Como artista, volviendo a las formas clásicas, aspirando a la imitación de Virgilio y Dante, abrió el camino a la escuela de Vittorio Alfieri, Ugo Foscolo y Vincenzo Monti. Como obra de arte, La Mañana es extraordinaria por su delicada ironía. El verso tiene armonías nuevas, a veces un poco duras y rotas, como una protesta contra la monotonía de la Arcadia.
La sátira de Gasparo Gozzi es menos elevada, pero tiene la misma finalidad que la de Parini. En su Observatorio, similar al Espectador de Joseph Addison, en su Gazeta Veneciana y en su Mundo Moral, por medio de alegorías y originalidades, ataca los vicios con delicado toque, presentando una práctica moral. La sátira de Gozzi tiene un cierto parecido con el estilo de Luciano. La prosa de Gozzi es grácil y viva, a pesar de imitar a los escritores del siglo XIV. Otro escritor satírico de la primera mitad del siglo XVIII fue Giuseppe Baretti de Turín. En un periódico llamado La Fusta Literaria critica sin compasión las obras que se publican en ese momento en Italia. Sus viajes le enseñaron mucho; su larga estancia en Gran Bretaña contribuyó al carácter independiente de su pensamiento. La Fusta fue el primer libro de crítica independiente dirigido contra la Arcadia y los pedantes.
Este movimiento de reforma buscaba el abandono de lo convencional y artificioso, volviendo a la veracidad. Apostolo Zeno y Metastasio (el nombre arcadiano de Pietro Trapassi, nacido en Roma) tuvieron como empeño el hacer compatibles el melodrama y la razón. Metastasio mostró frescura en la expresión de los afectos, un desarrollo natural de los diálogos y algo de interés en la trama; si no hubiera caído en el refinamiento artificial y empalagoso, así como en frecuentes anacronismos, estaría considerado el principal reformador del teatro del siglo XVIII. Carlo Goldoni, veneciano, superó las viejas formas populares de la comedia, con sus personajes de pantalone, el doctor, arlequín, Brighella, etc. retomando la Commedia dell'Arte según el ejemplo de Molière. Los personajes de Goldoni son a menudo superficiales, pero los diálogos son muy vivos. Escribió cerca de 150 comedias, sin tiempo para pulirlas y perfeccionarlas, continuando así la comedia de personajes que inició Maquiavelo con su Mandrágora. La aptitud dramática de Goldoni se refleja en el hecho de que tomó casi todos sus personajes de la sociedad veneciana, consiguiendo dotarles de una inacabable variedad. Muchas de sus comedias las escribió en dialecto veneciano.
Durante las últimas décadas del Setecientos se asiste a la consolidación de la tradición hispano-italiana, debido sobre todo a la presencia, desde 1768, en suelo italiano de los jesuitas españoles expulsos, entre los cuales destacaron por méritos tanto literarios como científicos Juan Andrés, ideador de la primera Historia de la Literatura Universal, Lorenzo Hervás, creador de la Lingüística universal y comparada moderna, y el musicólogo Antonio Eximeno. Estos autores escribieron sus obras originalmente en italiano; estas son, respectivamente: Dell'Origine, progressi e stato attuale d'ogni letteratura (Parma, Stamperia Reale, 1782-1799, 7 vols. +1 de Addenda), La idea dell'Universo (el tomo XVII es el famoso Catalogo delle lingue) e Dell’origine e delle regole della musica colla storia del suo progresso, decadenza, e rinnovazione (1774). Este grupo de intelectuales animó la sociedad humanística de la época a través de polémicas y debates con varios hombres de cultura italianos, así Saverio Bettinelli o Girolamo Tiraboschi (en especial aquella conocida como “polémica hispano-italiana” sobre la responsabilidad de la cultura española en la decadencia del gusto durante el siglo XVII: participaron en ella Juan Andrés, Tiraboschi, Arteaga, Rubbi, Carlo Denina…). En virtud de sus intereses eminentemente ilustrados y universalistas, caracterizados por una sólida metodología específicamente comparatista, este grupo de exiliados españoles, junto a otras personalidades muy destacadas como Celestino Mutis, Antonio José Cavanilles o Juan Bautista Muñoz y otros, forma la denominada Escuela Universalista Española del siglo XVIII..
Las ideas que impulsaron la Revolución francesa de 1789 dieron un sentido especial a la literatura italiana en la segunda mitad del siglo XVIII. El amor a la libertad y el deseo de igualdad crearon una literatura con propósito nacional, que buscaba mejorar la situación del país liberándolo del doble yugo del despotismo político y del religioso. Los italianos que aspiraban a una redención política consideraban esta inseparable de una recuperación intelectual, que al mismo tiempo creían solo podía llevarse a efecto volviendo al antiguo clasicismo. Este fenómeno fue una repetición de lo que ya había ocurrido en la primera mitad del s. XV.
Patriotismo y clasicismo, por lo tanto, fueron los dos principios que inspiraron la literatura que comienza con Vittorio Alfieri. Este autor adoraba las idea griega y romana de la libertad del pueblo en armas contra la tiranía. Tomó los temas de sus tragedias de la historia de dichas naciones e hizo hablar a los antiguos personajes como si fueran revolucionarios de su tiempo. La escuela de la Arcadia, con su verborrea y trivialidad, fue rechazada. Su intención fue ser escueto, conciso, fuerte y amargo, aspirando a lo sublime como oposición a lo bajo o pastoral. Salvó la literatura de la vacuidad arcadiana, encaminándola hacia una motivación nacional, armada solamente con el patriotismo y el clasicismo.

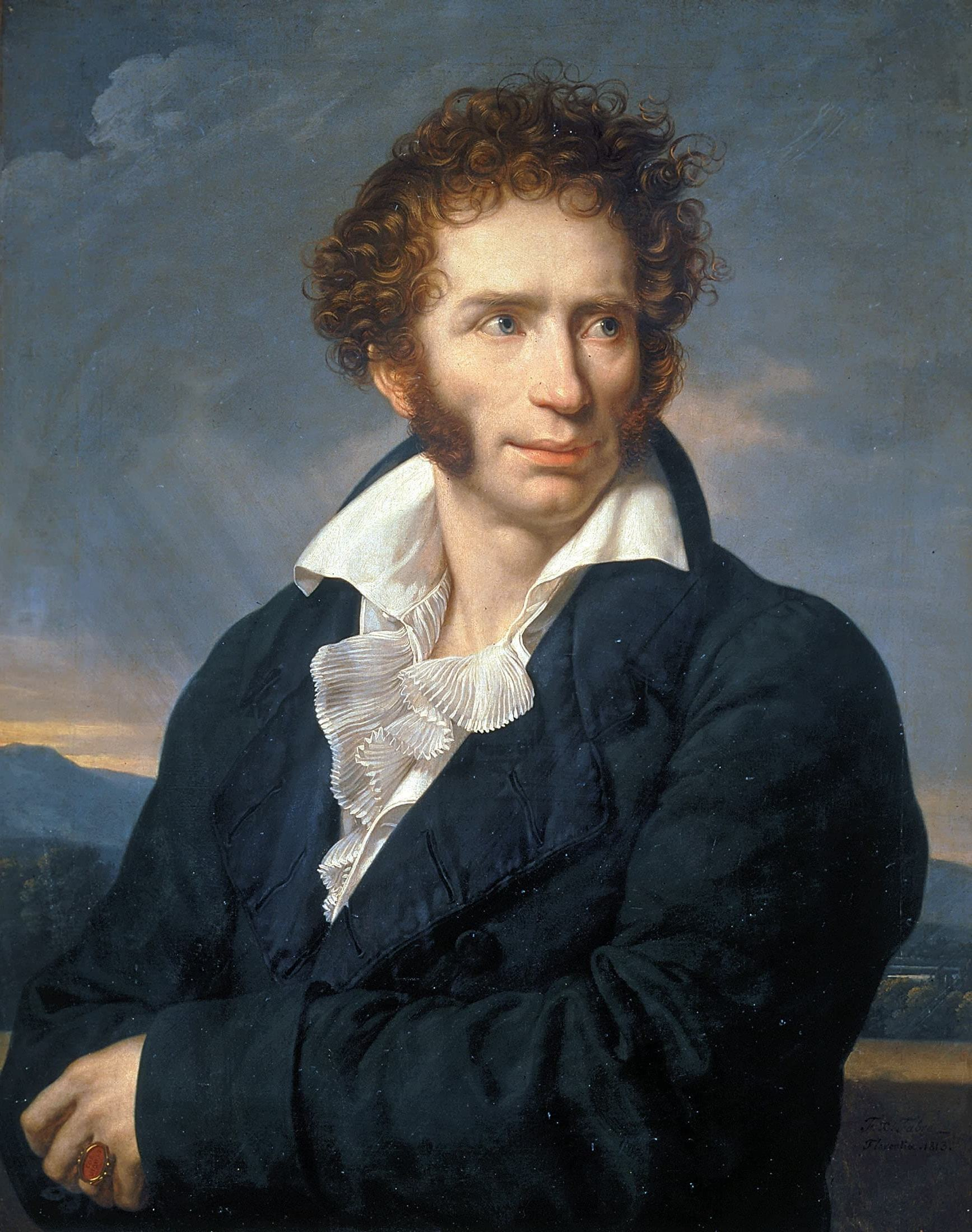
Ugo Foscolo.

Ugo Foscolo fue a su vez un patriota entusiasta, inspirado también en los modelos clásicos. Las Cartas de Jacopo Ortis, inspiradas en el Werther de Goethe, son una historia de amor mezclada con patriotismo; contienen una violenta protesta contra el Tratado de Campo Formio, junto a un arrebato sentimental del propio Foscolo fundado en sus propios problemas amorosos. Sus pasiones fueron repentinas y violentas, y a una de ellas es a la que debe el Ortis su origen, siendo quizás esta la mejor y más sincera de todas sus obras. En ella es a veces pomposo y retórico, pero mucho menos que, por ejemplo, en sus lecciones Del origen y del oficio de la literatura. En general, la prosa de Foscolo es ampulosa y afectada, reflejando el carácter de un hombre que siempre gustó de posar en actitud dramática. Este fue, en efecto, el principal defecto de la época napoleónica, en la que causaba repulsión todo lo común, lo simple o lo natural; todo debía asumir siempre un aspecto heroico. En Foscolo esta tendencia fue excesiva. Los Sepulcros, que es su mejor poema, está marcado por los elevados sentimientos y la maravillosa maestría en la versificación. Hay pasajes oscurísimos en él, hasta el punto de parecer como si incluso el autor mismo no se hubiera formado una clara idea de ellos. Dejó incompletos tres Himnos a las Gracias, en los cuales cantó a la belleza como fuente y origen de la cortesía, de todas las cualidades elevadas y de la felicidad. Entre sus obras en prosa ocupa un lugar relevante su traducción del Viaje Sentimental de Laurence Sterne, escritor del cual Foscolo estuvo profundamente influenciado. Tras exiliarse en Inglaterra, murió allí, pero con tiempo de escribir para el público inglés algunos ensayos sobre Petrarca, textos del Decamerón y Dante, los cuales son notables por la época en la que están escritos, y que bien puede decirse que inician un nuevo tipo de crítica literaria en Italia. Foscolo es todavía muy admirado, y no sin razón. Aquellos que hicieron la revolución de 1848 crecieron con sus obras.
Vincenzo Monti también fue un patriota, pero a su manera. No tuvo un sentimiento profundo que le guiara, o más bien, la volubilidad de sus sentimientos fue su principal característica, pero todos ellos fueron formas distintas de patriotismo que tomaban el lugar del anterior. Vio un peligro para su país en la Revolución francesa, y escribió el Peregrino Apostólico, el Bassvilliana y el Feroniade; las victorias de Napoleón le impulsaron a escribir el Pronreteo y la Mussagonia; en su Fanatismo y en su Superstición atacó al papado; posteriormente cantó alabanzas a los austriacos. Así, con cada gran acontecimiento cambiaba sus ideas, con una facilidad que podría parecer increíble, pero que es fácilmente explicable. Monti fue sobre todo un artista; todo lo demás en él era factible de cambio. Sabiendo más bien poco de griego, tuvo éxito al hacer una traducción de la Iliada que es notable por su sentimiento homérico, mientras que en su Bassvilliana alcanza cotas cercanas a Dante. En él la poesía clásica pareció revivir en toda su florida grandeza.
Monti nació en 1754, Foscolo en 1778; cuatro años más tarde todavía nacería otro poeta de la misma escuela: Giambattista Niccolini. En literatura fue un clasicista y en política un Ghibelino, una rara excepción en la güelfa Florencia, su ciudad natal. Al imitar a Esquilo, así como al escribir el Discurso sobre la tragedia griega o el Sublime Miguelangel, Niccolini mostró su devoción apasionada hacia la literatura clásica. En sus tragedias se liberó de la excesiva rigidez de Alfieri, acercándose en parte a los autores trágicos ingleses y alemanes. Casi siempre eligió temas políticos, esforzándose por mantener vivo en sus compatriotas el amor a la libertad. Así, escribió el Nabucco, Antonio Foscarini, Giovanni da Procida, Ludovico el Moro y otros. Asedió la Roma papal en Arnaldo de Brescia, una larga pieza trágica no susceptible de escenificación, más épico que teatral. Las tragedias de Niccolini muestran una rica vena lírica más que genio dramático. Tiene el mérito de haber reivindicado las ideas liberales, y en haber abierto un nuevo camino para la tragedia italiana.
Carlo Botta, nacido en 1766, fue testigo del espolio francés en Italia y de la dominación napoleónica. Escribió una Historia de Italia desde 1789 a 1814, continuando posteriormente la Historia de Guicciardini hasta 1789. Escribió siguiendo los modos de los autores latinos, intentando imitar a Titio Livio, poniendo juntos largos y sonoros periodos en un estilo que intenta ser como el de Boccacio, pero teniendo poco cuidado en lo que constituye el material crítico de la historia, solo intentando declamar con su académica prosa a mayor gloria de su país. Botta quería ser clásico en un estilo que ya no podía ser considerado así, fallando por lo tanto en la consecución de su objetivo literario. Su fama es solo la de un hombre de noble y patriota corazón. No tan mala como las dos historias de Italia es su Guerra de la Independencia americana.
Junto a Botta aparece Pietro Colletta, napolitano nacido nueve años después de él. Él también tiene, en su Historia del Reino de Nápoles entre 1734 y 1825, la idea de defender la independencia y libertad de Italia en un estilo calcado al de Tácito, pero con mejor fortuna que Botta. Posee un estilo nervioso, escueto y directo, que hace muy atractiva la lectura de su libro. Se comenta que Pietro Giordani y Gino Capponi lo corrigieron para él. Lazzaro Pappi, de Lucca, autor de los Comentarios a la revolución francesa de 1789 a 1814, no es del todo simiar a Botta y Coletta. El también fue un historiador al estilo clásico, y trata los temas con sentimiento patriótico, pero como artista tal vez sea más excelso que ellos.
Mientras las más ardientes pasiones políticas se enfrentaban, y mientras los más brillantes hombres de genio en la nueva escuela clásica y patriota eran puristas a la altura de sus influencias, surgió la polémica sobre la pureza del lenguaje. En la segunda mitad del siglo XVIII la lengua italiana estaba llena de expresiones francesas. Había una gran indiferencia hacia la forma, y aún más hacia la elegancia del estilo. La prosa necesitaba de una recuperación por el bien de la dignidad nacional, y se pensó que esto no podría conseguirse si no era a través de la vuelta a los grandes escritores del siglo XIV, a los aurei trecentisti, como eran conocidos, o en su defecto a los clásicos de la literatura italiana. Uno de los promotores de esta nueva escuela fue Antonio Cesari de Verona, quien reeditó los antiguos autores y publicó una nueva edición, con añadidos, del Vocabolario della Crusca (N. del T.: lo que en español sería llamado un Vocabulario de la Academia). Escribió un discurso titulado Sobre el estado actual de la lengua italiana, empeñándose en establecer la supremacía del toscano y de sus tres grandes representantes: Dante, Petrarca y Boccaccio. Siguiendo este principio escribió varios libros, esforzándose en copiar a los trecentistas tan fielmente como fuera posible. Pero el patriotismo en Italia tiene siempre algo de provinciano, y así, contra esta supremacía toscana proclamada y defendida por Cesari, surgió una escuela lombarda que no quería saber nada del toscano y que, siguiendo la De vulgari eloquentia de Dante, volvían a la idea de una lingua illustre.
Aunque la polémica era ya vieja, amplia y ácidamente argumentada en el Cinquecento por Varchi, Muzio, Lodovico Castelvetro, Speroni y otros, ahora surgía con nuevas fuerzas. A la cabeza de la escuela lombarda estaba Vincenzo Monti y su hijastro el conde Giulio Perticari. El primero escribió Proposta di alcune correzioni ed aggiunte al vocabolario della Crusca, en el cual atacaba el toscanismo de la Crusca con estilo grácil y simple, al punto de conseguir una de las más bellas prosas de la literatura italiana. Perticari, con muchos menos conocimientos, estrechó y exasperó la cuestión en dos tratados: Sobre los escritores del Trecento y Sobre el amor a la patria en Dante. La disputa sobre el lenguaje se unió a la polémica literaria y política, tomando parte en ella toda Italia: Basilio Puoti en Nápoles, Paolo Costa en la Romagna, Marco Antonio Parenti en Módena, Salvatore Betti en Roma, Giovanni Gherardini en la Lombardía, Luigi Fornaciari en Lucca y Vincenzo Nannucci en Florencia.
Patriota, clasicista y purista, todo al mismo tiempo, fue Pietro Giordani, nacido en 1774; él encarna un compendio del movimiento literario de su tiempo. Su vida entera fue una batalla por la libertad. Versado en griego y latín, así como en los trecentistas italianos, dejó solo unos pocos escritos, pero están redactados en un estilo tan cuidadosamente elaborado que le hizo ser muy admirado en su tiempo. Con él se cierra el periodo literario de los clasicistas.

## SigloXIX: La literatura romántica en italiano

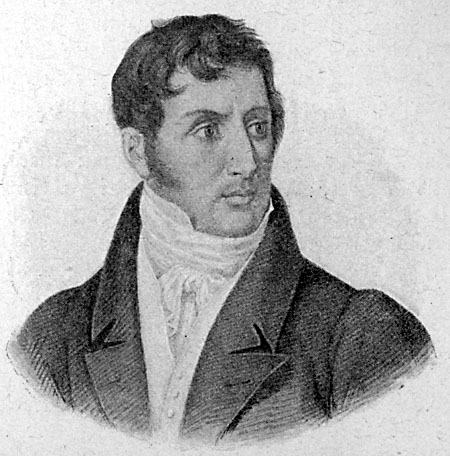
Alessandro Manzoni.

La escuela romántica tuvo en el periódico Il Conciliatore (o Foglio Azzurro) su principal órgano. Este periódico salió por primera vez el 3 de septiembre de 1818, en Milán, y en su plantilla estuvieron Silvio Pellico, Lodovico de Breme, Giovile Scalvini, Tommaso Grossi, Giovanni Berchet, Samuele Biava y Alessandro Manzoni. Todos ellos estuvieron muy influenciados por las ideas que, especialmente en Alemania, constituyeron el movimiento que se denominó Romanticismo. En Italia, el devenir de la reforma literaria tomó otra dirección, siendo Manzoni el principal instigador de esta reforma. El formuló los objetivos de la nueva escuela, estableciendo que aspira a descubrir y expresar la verdad histórica y la verdad moral, no solo como fin, sino como la más amplia y eterna fuente de belleza. El realismo en el arte es lo que caracteriza la literatura italiana a partir de Manzoni. Su obra I promessi sposi (en español Los novios) es la que le ha dado fama inmortal. Sin duda la idea de la novela histórica le llegó de Walter Scott, pero Manzoni logró algo más que una novela histórica en sentido estricto, logró una auténtica obra de arte realista. La atención del lector es absorbida por completo en la poderosa y objetiva construcción de los personajes. Desde el más grande al más accesorio, todos ellos tienen una increíble verosimilitud. Manzoni es capaz de desarrollar un personaje en todos sus detalles y continuarlo en todas sus diferentes etapas. Don Abbondio y Renzo son tan perfectos como Azzeccagarbugli y El Sarto. Manzoni se sumerge en los más profundos rincones del corazón humano, y dibuja a partir de ello la más sutil de las realidades psicológicas. Ahí radica su grandeza, que fue reconocida por primera vez por otro genio contemporáneo suyo, Goethe. Como poeta también tiene destellos de genialidad, especialmente en su oda napoleónica El cinco de mayo, y allí donde describe afectos humanos, como en ciertos versos de los Himnos y en el coro del Adelchi.

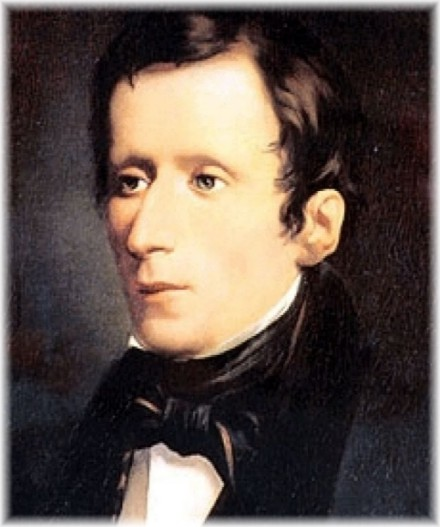
Giacomo Leopardi.

El gran poeta de esa época fue Giacomo Leopardi, nacido trece años después de Manzoni en Recanati, en el seno de una familia noble. Se interesó tanto en los autores griegos que solía comentar que el modo de pensamiento griego se le aparecía más claro y vívido en la mente que el latín o incluso el italiano. La soledad, la enfermedad y la tiranía familiar le impulsaron a una profunda melancolía. Se sumergió además en un escepticismo religioso, por lo que el arte fue para el una evasión. Todo es terrible y grandioso en sus poemas, los cuales pueden considerarse como los más agonizantes lamentos de la moderna literatura, envueltos en una solemne quietud que eleva tanto como aterroriza. Fue también un admirable prosista. En sus Obritas morales – diálogos y discursos marcados por una fría y amarga sonrisa hacia el destino humano que hiela al lector – la claridad de su estilo, la simplicidad del lenguaje y la profundidad de los conceptos son tales que quizás pueda considerársele no solo como el mayor poeta lírico italiano después de Dante, sino también como el más perfecto escritor en prosa que ha dado la literatura italiana.
Conforme el realismo ganaba terreno en arte, el método positivo en criticismo se afirmaba con él. La Historia volvía a su espíritu de búsqueda erudita, tal y como aparece en obras como el Archivo histórico italiano, fundado en Florencia por Giampietro Vieusseux, la Historia de Italia en el medievo de Carlo Troya, un notable tratado del Manzoni mismo titulado Sobre algunos puntos de la historia longobarda en Italia, y la estupenda Historia de las Vísperas sicilianas de Michele Amari. Junto a los grandes artistas – Leopardi y Manzoni – y los eruditos académicos, se desarrolló también en la primera mitad del siglo XIX una literatura de tipo patriótico. Vieusseux tuvo un evidente objetivo político cuando en 1820 fundó la revista mensual Antología. Su Archivo histórico italiano (1842) fue, bajo una forma diferente, una continuación de la Antología, la cual fue clausurada en 1833 por causa del gobierno ruso. Florencia fue aquellos días el refugio de todos los exiliados italianos, y todos ellos se encontraban y estrechaban sus manos en los salones de Vieusseux, donde se hablaba más de literatura que de política, pero en donde una y solo una idea animaba todas las mentes: la idea de Italia.
El movimiento literario que precede y asiste a las revoluciones políticas de 1848 puede considerarse representado por cuatro escritores: Giuseppe Giusti, Franceso Domenico Guerrazzi, Vincenzo Gioberti y Cesare Balbo. Giusti escribió sátiras epigramáticas en lenguaje popular en las que con incisivas frases azotaba a los enemigos de Italia. Fue un reconocido escritor político, pero un mediocre poeta. Guerrazzi tuvo una gran reputación y mucha influencia. pero sus novelas históricas, aunque ávidamente leídas antes de 1848, fueron pronto olvidadas. Gioberti, un poderoso y polémico escritor, tuvo un gran corazón y una amplia mente; sus obras filosóficas están actualmente más bien muertas, pero su Primato morale e civile degli italiani quedará para siempre como un importantísimo documento de aquella época, mientras que su Jesuita moderno es la más tremenda acusación que se haya escrito nunca contra la Compañía de Jesús. Balbo fue un competente estudiante de Historia que la hizo útil para los políticos. Como Gioberti en su primera época, Balbo fue un entusiasta del papado, y promotor de una federación de estados italianos presidida por él. Su Sumario de la historia de Italia es un excelente epítome.
Después de 1850 la literatura política perdió importancia, siendo uno de los últimos poetas de este género Francesco dall'Ongaro, con sus stornelli politici. Giovanni Prati y Aleardo Aleardi continuaron con las tradiciones románticas. La figura dominante de este periodo, sin embargo, es Giosué Carducci, opuesto a los románticos y restaurador del antiguo espíritu y los antiguos metros, quien, aunque grande como poeta, fue mucho menos importante como crítico literario e historiador. Otros poetas clásicos fueron Giuseppe Chiarini, Domenico Guoli, Arturo Graf, Guido Mazzoni y Giovanni Marradi, de los cuales los dos últimos pueden quizás considerarse como los principales discípulos y seguidores de Carducci, mientras que otro de los grandes de esa época, Giovanni Pascoli, muy conocido por sus Myricae y Poemetti, solo fue su seguidor en los comienzos de su carrera. Enrico Panzacchi fue un romántico de corazón. Olindo Guerrini (que escribió bajo los seudónimos de Lorenzo Stecchetti, Argia Sbolenfi, Marco Balossardi, Giovanni Dareni, Pulinera, Bepi y Mercutio) es el principal representante del verismo en poesía, y, aunque sus primeros libros tuvieron mucho éxito popular, es el autor de muchas poesías de valor intrínseco. Alfredo Baccelli y Mario Rapisardi son distinguidos poetas épicos. Felice Cavallotti es el autor de la agitadora Marcia de Leonida. Entre los escritores en dialecto, el gran poeta romano Giuseppe Gioacchino Belli, encontró muchos sucesores, como Renato Fucini (Pisa), Berto Barbarani (Verona) y Cesare Pascarella (Roma). Entre las poetisas, Ada Negri con su socialista Fatalitá y Tempeste, alcanzó una gran reputación, mientras que otras, como Vittoria Aganoor, A. Brunacci-Brunamonti y Annie Vivanti, gozan de alta estima en Italia.
Entre los dramaturgos, Pietro Cossa en la tragedia; Gherardi del Testa, Ferdinando Martini y Paolo Ferrari en la comedia, representan a la vieja escuela. Métodos más modernos los encontramos en Giuseppe Giacosa y Gerolamo Rovetta. En cuanto a la narrativa, el romance histórico cayó en desgracia, aunque Emilio de Marchi produjo algunos buenos ejemplos en ese género. La novela de intriga fue cultivada por Anton Giulio Barrili y Salvatore Farina; la novela psicológica por Enrico Annibale Butti; los cuentos y narraciones locales de estilo realista por Giovanni Verga; y la novela mística filosófica por Antonio Fogazzaro. Edmundo de Amicis, quizás el autor más leído de aquella época, es conocido por sus trabajos morales y sus viajes que por su obra. Entre las mujeres realistas, Matilde Serao y Grazia Deledda fueron muy populares.
Gabriele D'Annunzio posee una obra poética original, así como obras dramáticas y de ficción de extraordinaria calidad. Sus primeras poesías se distinguieron no solo por su exquisita belleza formal, sino también por su tono licencioso, características éstas que reaparecerán en el resto de su obra, poética o narrativa. Finalmente, el canon de la literatura italiana se introdujo en el postmodernismo del siglo XX con la figura de Italo Calvino.

## Las Guerras mundiales y su influencia en la literatura italiana

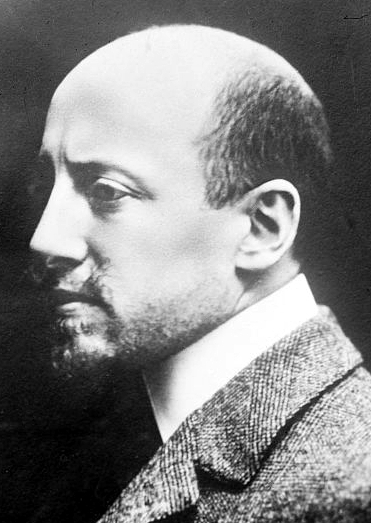
Gabriele D'Annunzio

Durante este periodo de grandes cambios en la sociedad y la cultura italiana, la creencia positivista entra en decadencia (se rechaza la ciencia, lo real). Es en esta época cuando surge en la Literatura el movimiento conocido como el Decadentismo, corriente artística, filosófica y, principalmente, literaria que tuvo su origen en Francia en las dos últimas décadas del siglo XIX y se desarrolló por casi toda Europa y algunos países de América. El término Decadentismo fue tomado de la revista "Le Decadente", surgida en Francia en los años 80, la denominación de decadentismo surgió como término despectivo e irónico empleado por la crítica académica, sin embargo, la definición fue adoptada por aquellos a quienes iba destinada. En Francia se mezcló y confundió con otro movimiento; el Simbolismo, cuyo padre espiritual fue Charles Baudelaire, tuvo también influencias de Mallarmé, Rimbaud, Verlaine. En Italia este movimiento tuvo una vida más larga y su máximo representante fue Gabriele D'Annunzio con su obra El Placer (Il Piacere).
Los decadentes se sientes atrapados en un mundo vulgar, en el cual han perdido toda la esperanza; el Decadentismo es una huida hacia el interior, se rechaza la realidad, esta en contra de la moralidad de la época, de la sociedad burguesa.
El Decadentismo a diferencia del positivismo y las expresiones artísticas del naturalismo de las décadas anteriores, inspiradas en una cultura del progreso, los fundamentos filosóficos del decadentismo son de carácter irracionalista, y sus aspiraciones aristocráticas y sus tendencias culturales contrastan claramente con los procesos de democratización social de la época. El esteticismo se acompañó, en general, de un exotismo e interés por países lejanos, orientales, que ejercieron gran fascinación en autores de la época.
También el Futurismo italiano fue importante, con autores come Filippo Tommaso Marinetti y el Manifiesto futurista.
Los grandes novelistas de principios del siglo XX fueron Italo Svevo y Federigo Tozzi.
Entre los países europeos de mayor riqueza cultural, Italia ocupa quizás uno de los principales lugares, no solo por la vasta riqueza de su literatura clásica, sino por la extraordinaria fecundidad de sus autores. Eso explica por qué la literatura italiana del siglo XX muestra una gran variedad de formas y temas. Gran parte de ella refleja las huellas que dejaron los años del fascismo en el imaginario de las generaciones inmediatamente anteriores y posteriores a la II Guerra Mundial, mientras que, casi dos décadas después, fue sustituido por una corriente profundamente introspectiva, tanto en la poesía como en la prosa. Entre los autores más importantes ne los años del fascismo se encuentran Luigi Pirandello, Curzio Malaparte, Leo Longanesi, Giuseppe Prezzolini, Mino Maccari, Giovanni Papini.

## Literatura italiana de la posguerra

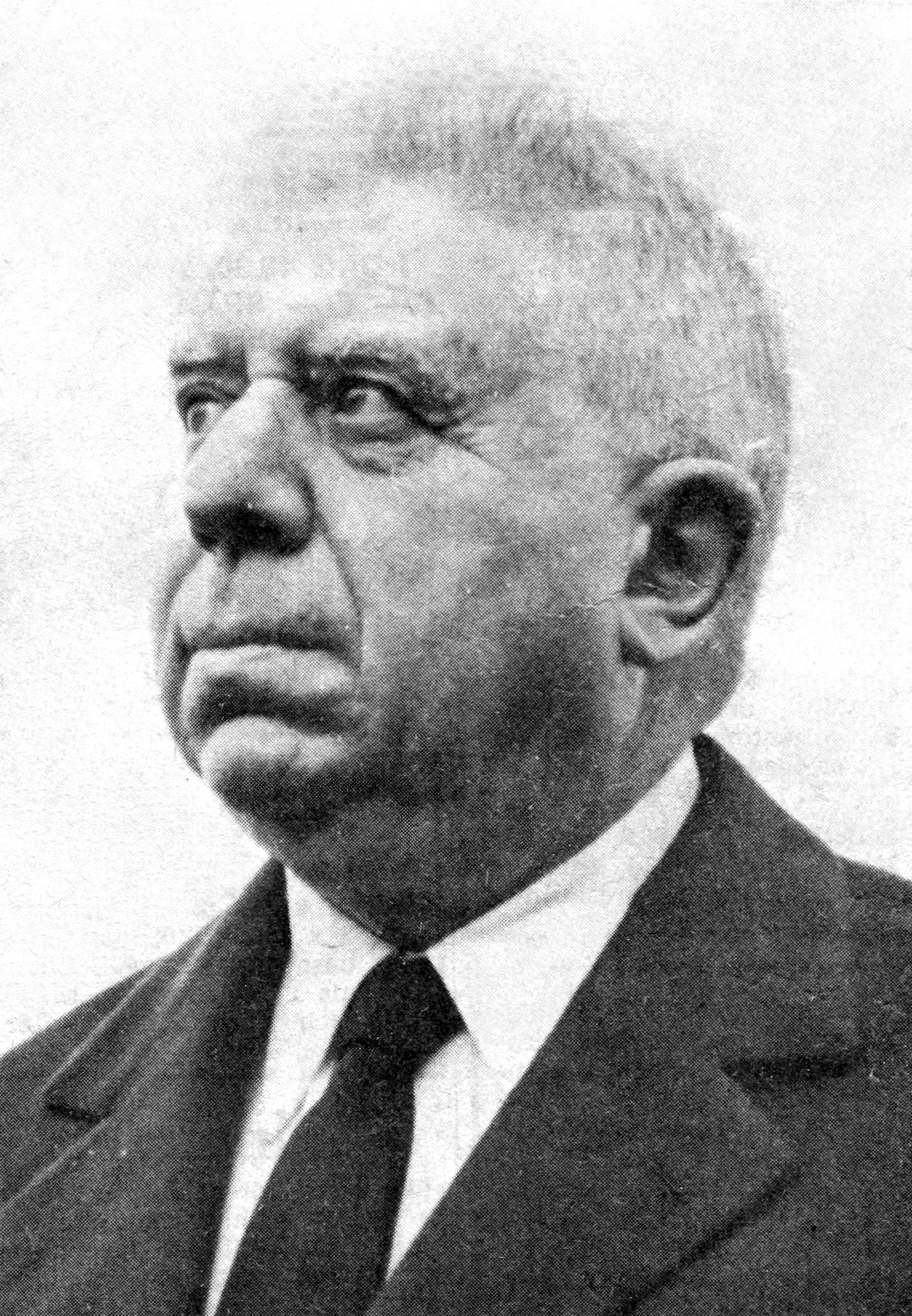
Eugenio Montale

Después de la guerra, muchos poetas italianos buscan reafirmar el valor social de la poesía y critican las poéticas anteriores (como el hermetismo de Giuseppe Ungaretti), Salvatore Quasimodo y Eugenio Montale. En este período, se comienza desarrollar en Italia el Neorrealismo. Esta nueva tendencia intenta describir la enormidad de los hechos apenas sucedidos, sobre todo durante la Segunda Guerra Mundial. Se asume una actitud de condena a la literatura italiana precedente, acusada de haber colaborado con el fascismo. El principal intérprete de la condena fue Elio Vittorini con su revista Il Politecnico, en la cual reafirmaba la independencia del artista de la realidad política. La atención comienza a alejarse de la poesía y cobra importancia el cine.
Tras recobrar la libertad de prensa, cobra particular importancia la casa editorial Einaudi que reúne a muchos de los principales escritores de la época como Beppe Fenoglio, Natalia Ginzburg, Elio Vittorini, Cesare Pavese, Italo Calvino, etc.
Entre los autores más importantes, se encuentran: Umberto Saba, Alberto Moravia, Vitaliano Brancati, Vasco Pratolini, Pier Paolo Pasolini, Sandro Penna, Giuseppe Tomasi di Lampedusa, Giorgio Caproni, Leonardo Sciascia.
Después de los años '60, un grupo de poetas da inicio a un movimiento llamado neo-avanguardia, caracterizado por el rechazo de la expresión tradicional y por una rica experimentación lingüística. Entre los autores principales se encuentran: Umberto Eco, Edoardo Sanguineti, Giorgio Manganelli, Vincenzo Consolo, Alda Merini.

## La literatura italiana actual
Algunos escritores italianos contemporáneos son Umberto Eco, Antonio Tabucchi, Alessandro Baricco, Niccolò Ammaniti, Andrea Camilleri, Giulio Angioni, Stefano Benni, Aldo Busi, Dacia Maraini y Edoardo Sanguineti.

## Clásicos de la literatura italiana

### Medioevo
- La Divina Comedia - Dante Alighieri
- Canzoniere - Francesco Petrarca
- Decamerón - Giovanni Boccaccio

### Renacimiento
- Orlando enamorado - Matteo Maria Boiardo
- Orlando furioso - Ludovico Ariosto
- Morgante - Luigi Pulci
- Jerusalén liberada - Torquato Tasso
- El cortesano - Baltasar Castiglione

### SigloXVIII
- El día - Giuseppe Parini
- Mirra - Vittorio Alfieri
- El mentiroso - Carlo Goldoni

### SigloXIX
- Sonetos y Carme dei Sepolcri - Ugo Foscolo
- I promessi sposi - Alessandro Manzoni
- Canti - Giacomo Leopardi
- Myricae - Giovanni Pascoli
- Corazón - Edmundo de Amicis
- Odi barbare - Giosuè Carducci
- Los Malavoglia, Mastro-don Gesualdo y Novelle rusticane - Giovanni Verga
- El placer - Gabriele D'Annunzio

### SigloXX
Poesía
- Oboe sumergido - Salvatore Quasimodo
- Alcyone - Gabriele D'Annunzio
- La vida de un hombre - Giuseppe Ungaretti
- Huesos de Sepia - Eugenio Montale
- Il passaggio di Enea - Giorgio Caproni

Novelas
- El difunto Matías Pascal - Luigi Pirandello
- La conciencia de Zeno - Italo Svevo
- El Gatopardo - Giuseppe Tomasi di Lampedusa
- La novia de Bube - Carlo Cassola
- Un asunto privado - Beppe Fenoglio
- La luna y las fogatas - Cesare Pavese
- Si esto es un hombre - Primo Levi
- Léxico familiar - Natalia Ginzburg
- Ragazzi di Vita - Pier Paolo Pasolini
- Los indiferentes - Alberto Moravia
- La isla de Arturo - Elsa Morante
- El barón rampante - Italo Calvino
- El nombre de la rosa - Umberto Eco

Teatro
- Seis personajes en busca de autor - Luigi Pirandello
- Mistero buffo - Dario Fo

## Premios Nobel
- 1906: Giosue Carducci
- 1926: Grazia Deledda
- 1934: Luigi Pirandello
- 1959: Salvatore Quasimodo
- 1975: Eugenio Montale
- 1997: Dario Fo